# I. Károly magyar király

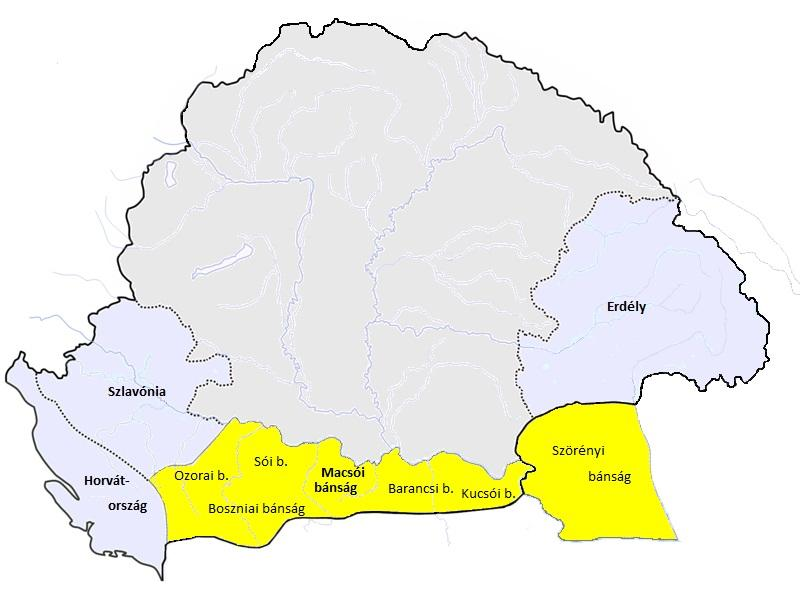
A Magyar Királyság társult államai és határterületei a 13. század végén

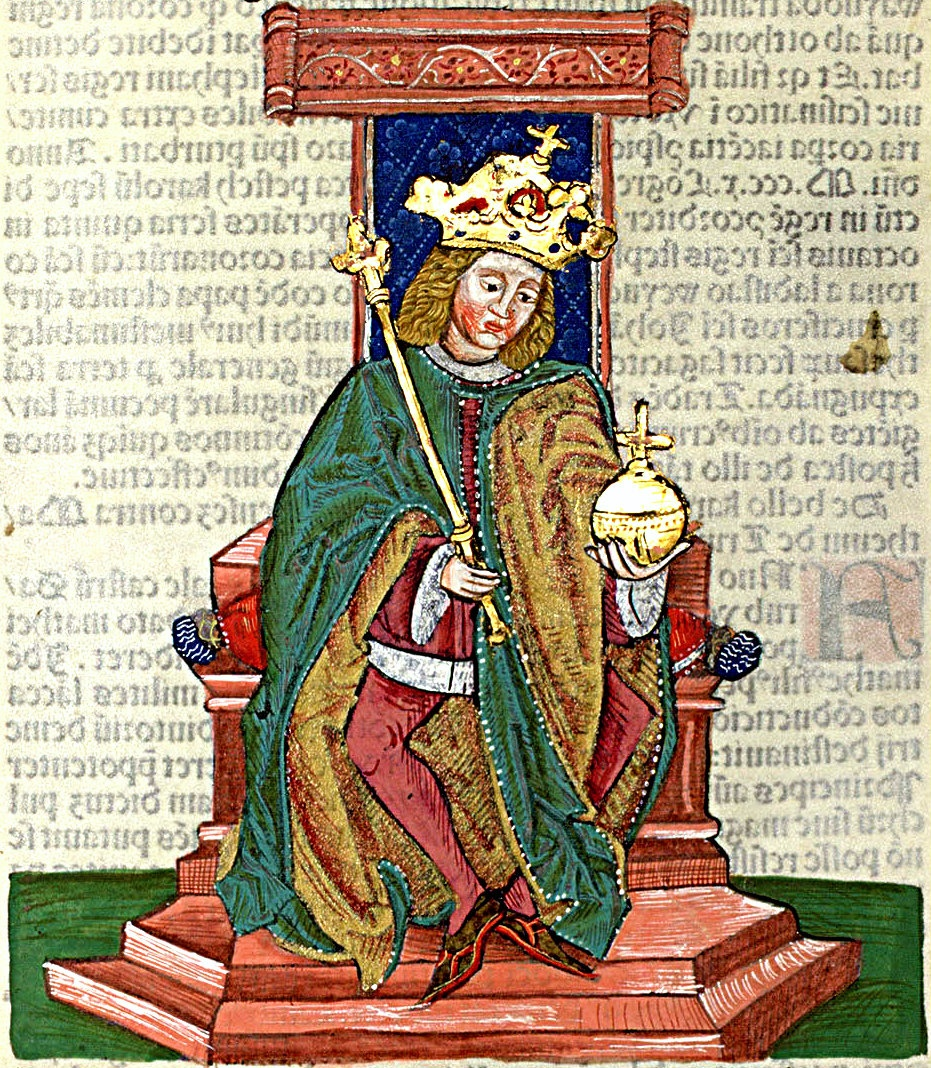
I. Károly a Thuróczi-krónikában

I. Károly (közismert nevén: Károly Róbert, születési nevén: Caroberto, magyarosan régebben: Róbert Károly;  Nápoly, 1288 – Visegrád, 1342. július 16.) Anjou-házi magyar király 1308-tól haláláig. Bár már 1301-től koronás, de csak az „Anjou-párt” részéről elismert uralkodó. Nagyanyja Árpád-házi Mária nápolyi királyné volt. Érvényesen (harmadszorra megkoronázva) 1310 és 1342 között uralkodott. A történettudomány 1308-at, az őt érvényesen királlyá választó országgyűlés évét tekinti uralkodása kezdetének. Ő volt az Anjou-ház magyar ágának alapítója, Anjou Martell Károly és Habsburg Klemencia elsőszülött gyermeke, V. István magyar király dédunokája. A Képes krónika szerint születésekor „elsőbben otthon Carobertónak, vagyis Károly Róbertnak neveztek, Magyarországon pedig elhagyván Róbertot, a magyarok Károlynak hívták.”
Nyugati és északi politikájával igyekezett olyan szövetségi rendszert kialakítani, amely ellensúlyozza a Német-római Császárság nagyhatalmi helyzetét, valamint gazdaságilag is kedvezőbb helyzetbe hozza Magyarországot. A honor rendszer kiépítésével a regálé – királyi jogon szerzett – jövedelmekre alapozva pénzügyi reformokat hajtott végre, amivel jelentősen megnövelte a kincstár bevételeit. Uralkodásának második felében jelentős gótikus építkezések folytak, ekkor épült például a visegrádi királyi palota, a soproni ferences kolostor káptalanterme, átépült a diósgyőri vár, valamint gótikus szárnyakkal bővült a székesfehérvári koronázóbazilika is. Energikus politikájának köszönhetően Károly 1342-es halálakor erős országot hagyhatott fiára, Lajosra.

## Harc a trónért
Károly Róbert V. István Árpád-házi magyar király dédunokája volt. V. István 1270-ben egyik lányát, Máriát II. Anjou Károlyhoz, a későbbi nápolyi királyhoz adta feleségül. Árpád-házi Mária, majd elsőszülött fia, Martell Károly már IV. László halálakor, 1290-ben bejelentette igényét a magyar trónra, ugyanis Árpád-házi utószülött Istvánt IV. Béla nem ismerte el testvérének. Utószülött István fiának, András hercegnek IV. László halála után mégis elég nagy tábora volt ahhoz, hogy az Árpád-ház utolsó fiúági leszármazottjaként királlyá koronázzák. Amikor Martell Károly 1295-ben meghalt, a nápolyi Anjouk trónigénye fiára, Carobertóra szállt, és a nápolyi királyi pár 1298-tól készült a trón megszerzésére.

### Érkezése, első koronázása (1301)
Károly Róbert hajója akkor kötött ki Spalatóban (1300 augusztusában), amikor még III. András ült a trónon. Károly  mellett a délvidéki tartományok urai álltak – a Šubićok, a Babonić család, a Frangepán család és Csák Ugrin – valamint  a főpapok közül Bicskei Gergely választott esztergomi érsek, Mihály zágrábi püspök, János leendő nyitrai püspök és alig néhány további nemes. Külföldi támogatói a Nápolyi Királyság hűbéruraként VIII. Bonifác pápa, valamint a Habsburg-hercegek voltak.
Károlyt nagyapja, II. Károly nápolyi király meglehetősen sovány ellátmánnyal indította útjára: az Adrián mindössze két gályával és egy szállítóhajóval keltek át; a teljes kíséretnek összesen 150 lovat vittek. Egyes történészek szerint ugyan Károlyt 1200 nápolyi zsoldos kísérte Magyarországra, ám ennek a jelentős katonai erőnek egyetlen bevetéséről sem tudunk; már az 1301-es, illetve az 1302-es hadjárat leírásaiban sem esik szó róluk. A gyermek  herceg  kíséretében  persze  volt néhány olasz és francia nemes, közülük azonban  csupán egyetlen család, a Druget família játszott szerepet. Ennek a jelentéktelen nápolyi családnak a tagjai Magyarországon, immár Drugeth néven tüneményes karriert futottak be: 1323 és 1342 között hármójukból is nádor lett.
III. András életében az ifjú trónkövetelő valóban nem tudta érdemben befolyásolni a magyar politikát. Petrus de Bonzano szerint a király „értesült ugyan Károly király unokájának érkezéséről, de nem törődött vele”. Károlyt Spalatóban Šubić Pál fogadta, majd Zágrábba kísérte, és ott Csák Ugrin gondjaira bízta, Ugrin pedig Valkó várát bocsátotta rendelkezésére (Kristó 1995).
András pozícióit jelentősen erősítette , hogy egyértelműen mellé állt Csák Máté, a Kőszegi családot pedig egy ügyes házassággal kötötte magához — egy Turcho nevű rokona feleségül vette Kőszegi Henrik leányát.
Miután III. András 1301 januárjában váratlanul meghalt, támogatói csapatot gyűjtöttek trónigényének érvényesítésére, ehhez azonban először meg kellett várniuk az osztrák hadak kivonulását.
III. András halálhírére ugyanis I. Albert német király utasította fiát, III. Rudolf herceget (a későbbi I. Rudolf cseh királyt), hogy gyűjtsön hadat és induljon Magyarországra. A sereg parancsnokává Hermann von Landenberg marsallt nevezte ki. Károly szerencséjére Albert nem akarta se maga, se valamelyik fia számára megszerzi a magyar koronát, hanem megelégedett Pozsony vármegyével, amit III. András névleg feleségének (Albert leányának) adományozott. Az osztrákok gyorsan elfoglalták a vármegyét és a pozsonyi várat, valamint (föltehetőleg) a megye többi erősségét. Ezután szövetséget kínálva csatlakoztak hozzájuk a Kőszegiek (Kőszegi Iván és öccsei). Rudolf a Kőszegiek ösztönzésére bevette a szentmártonhegyi bencés kolostort, amely ezután egészen a család bukásáig (1317-ig a Kőszegiek kezén maradt. Az osztrákok ezután bevonultak Budára, hogy hazakísérjék Ausztriába az özvegy királynét, aki nem kívánt Magyarországon maradni.
Károly ezalatt ezer főnél kisebb, jelentéktelen harcértékű csapatával elfoglalt több kisebb erősséget a Dél-Dunántúlon. Az osztrákok kivonulása után se Székesfehérvárra (a koronázó városba), se Budára (ahol a korona volt) nem sikerült bevonulnia, mert mindkét város polgárai lezárták előtte a kaput, és nem engedték be. A trónutódlás tisztázatlansága miatt ugyanis a nemesség meghatározó része az ősi hagyományt fölelevenítve országgyűlésen kívánt királyt választani, és nyilvánvaló volt, hogy egy ilyen választás Vencelnek kedvezne. Ennek számos oka közül fölemlítendő, hogy:
- a nemesek mérvadó csoportjai berzenkedtek attól, hogy „idegen hatalom” (az adott esetben a pápa) oktrojáljon királyt az országra,
- sok báró hajlamos volt elismerni Erzsébet hercegnő, az Árpád-dinasztia utolsó szülöttének trónigényét azzal, hogy az majd átszármazik a hercegnő leendő férjére — márpedig III. András Vencellel jegyezte el apja halálakor mindössze 8 éves gyermekét. A királyválasztó országgyűlést vélhetően április végére, május elejére hívták össze. Ezt megelőzendő hívei Károlyt Esztergomba vitték, és ott Bicskei Gergely még május 13-a előtt megkoronázta egy alkalmi koronával. Ez az akció, amelyet több történész is „puccsszerűnek” nevez, nemcsak az ellentábort háborította fel, de Károly saját híveit is elbizonytalanította.[6]

A gyakorlatilag mindenki által érvénytelennek tekintett koronázás után a Kőszegiek visszaszorították Károlyt a Dráván túlra, hogy ne tudja megvetni a lábát a Dunántúlon. A következő hónapokban Kőszegi Iván az óvári királyi várat is elfoglalta.
A tervezett országgyűlésre összesereglett főurak, nemesek, prelátusok és alacsonyabb rangú egyháziak rövid tárgyalás után érvénytelennek mondták ki az esztergomi koronázást, és Vencel herceget választották királyukká. Fő szószólóik
- gimesi Hont-Pázmány János kalocsai érsek,
- II. András egri püspök,
- Imre váradi püspök,
- Háb (Haab) váci püspök,
- Antal csanádi püspök,
- Miklós boszniai püspök,
- Jakab címzetes szepesi püspök, valamint
- Rátót nembeli Domonkos tárnokmester és
- Miklós fia Demeter zólyomi ispán voltak.

Vencelhez több nagyúr, illetve egyházi méltóság ment delegációba. Hogy ténylegesen kik is, azt a források ellentmondásosan közlik:
- a Képes krónika szerint a Rátót család, a Balassa család, a Kőszegi család egy-egy tagja, valamint Hont-Pázmány János kalocsai érsek, András egri püspök, Antal csanádi püspök, a boszniai, a szepesi és a váradi püspök;
- a Kronika Zbraslavská szerint Csák Máté, Aba Amadé, Balassa Demeter, Balassa Werner, valamint a budai bíró.[8]

Hasonképpen ellentmondásos a tárgyalások leírása. Az egyik változatban II. Vencel elhárította a felkérést és maga helyett azonos nevű 12 éves fiát – III. András  leánya, Erzsébet jegyesét – ajánlotta. A másik változat szerint a magyar urak eleve az ifjabb Vencelt kérték fel Magyarország királyának, mert úgy vélték, hogy a gyermek uralkodó kevéssé lesz képes elhatározásaikat keresztezni. Annyi biztos, hogy a megegyezés értelmében az ifjabb Vencel lett a királyjelölt. Behívásának előkészítésére Kőszegi Iván 1301 augusztusában megtámadta Esztergomot, ahonnan Károly Róbertnek és Bicskei Gergelynek menekülnie kellett. 1301. augusztus 27-én, Fehérvárott a Szent Koronával, tíz püspök és hívei jelenlétében János kalocsai érsek királlyá koronázta Vencelt — tehát a főurak nagy többségének akarata ellenére ez a koronázás se volt érvényes, mert a magyar szokásjog szerint a királyt az esztergomi érseknek kellett felkennie.
A pápa 1301. május 13-án kelt bullájával Károly támogatására Magyarországra küldte Boccasini Miklóst (Niccolò Boccasinit, a későbbi XI. Benedek pápát). Ebben az időszakban az erős kezű VIII. Bonifác pápa pápa támogatása még inkább hátrányára volt Károlynak — a Képes krónika szerint az ország szabadjai féltek, hogy az egyház adta királyt elfogadva elveszítik szabadságukat.
Károly első híveit hozzávetőleg egy évtizedekkel később kelt krónikából ismerhetjük meg (Kristó 1995). Eszerint megérkezése után három fontos főember csatlakozott hozzá:
- Csák Máté,
- Aba Amadé és
- Csák Ugrin.

Közülük Csák Máté „csatlakozása” merőben formális volt; nem annyira Károly támogatását, mint inkább Vencel gyöngítését szolgálta. 1302-ben már oklevelekkel igazoltan Vencel pártján állt, majd őt is faképnél hagyta.
Ebben az időszakban oklevelekkel bizonyítottan Vencel hívének tekinthető:
- Rátót Kakas,
- Rátót Domonkos,
- Rátót László (mindhárman a nemzetség Nógrád megyei ágából) és
- Ákos István.

### Bonifác pápa „döntőbírósága” (1301–1302)
Boccasini bíboros pápájától igencsak eltérően tapintatos, szelíd ember volt és ügyes diplomata, aki a magyar püspököket fenyegetés helyett türelmes rábeszéléssel próbálta Károly oldalára téríteni. Megígérte, hogy a pápával kivizsgáltatja az általánosan utált Bicskei Gergely gyanús érsekké választását és hatalmaskodásait. Később több világi hatalmasságot is bevont tárgyalásaiba, és ők a nem túl kedvelt cseh orientáció helyett mindinkább hajlottak a valódi hatalom nélkülinek gondolt gyermekkirály elismerésére. A bíboros több zsinatot tartott és gyűlést szervezett. Ezek hatására pártja a Horvátországgal határos területeken szépen gyarapodott.
Boccasini Bicskei Gergely ügyeinek kivizsgálására tett ígéretét azonban a pápa kerek-perec visszautasította. Követének szigorúan meghagyta, hogy mindazon papokat, akik parancsainak nem engednek, megfenyítse és a vétkeseket Rómába idéztesse.
Károly 1302 szeptemberében elfoglalta a Dunántúl nagy részét.Még ebben a hónapban kisebb hadával felvonult Vencel székvárosa, Buda alá, de nem engedték be a városba (Dümmerth, p. 231–232.). Bosszúból feldúlta a város körüli szőlőket, majd Kőszegi Iván fellépésére visszavonult a Délvidékre. Átmenetileg nagybátyja, I. Albert német király oltalmába húzódott (Dümmerth, p. 232.), majd 1303-ban Salamonharasztján állított ki oklevelet.
Vencel király 1302. szeptember 26-án kelt oklevelében felsorolta azon hűtleneket, akik Károly Róberttel székvárosát, Budát ostromolták:
- Csák Ugrin,
- Csák István,
- Kán Lőkös,
- Péc Apor (Kristó 1995).

Ezzel párhuzamosan, ugyancsak 1302-ben a pápa az illetéktelen koronázás miatt hivatalvesztés terhe mellett a Szentszék elé idézte János kalocsai érseket, ő azonban még az idézés kézhez vétele előtt elhunyt. Ez érzékenyen érintette a Vencel-pártot, mert a helyére kinevezett István Károly Róbert elkötelezett híve volt. Ezután a pápa 1302. június 10-én megbízta Boccasinit, hogy a két Vencelt és Károly Róbertet idézze a Szentszék elé. Boccasini az év közepén tért vissza Rómába (bár a Képes krónika azt állítja, hogy nem ért el semmit, és dolga végezetlen tért haza). Mielőtt elutazott volna, egyházi tilalom (interdictum) alá helyezte a Vencel-párti budaiakat. Válaszul a budaiak Petermann bíró és Tót Márton esküdt kezdeményezésére Lajos pap vezetésével megszegték a tilalmat:
- klerikusokat és álpapokat bíztak meg a szentségek kiszolgáltatásával;
- kiközösítették a pápát, valamint Magyarország érsekeit és Károlyhoz húzó püspökeit.[9][12]

Károly képviseletében egész csapat hozzá átpártolt főpap érkezett a pápa színe elé:
- István kalocsai érsek,
- Bői Mihály zágrábi püspök (később esztergomi érsek),
- Benedek veszprémi püspök,
- Tódor győri püspök.

A magát birtokon belül tudó Vencel — akinek semmi oka nem volt arra, hogy elfogulatlan tárgyalást reméljen — csupán három jogtudóssal képviseltette magát. A meglehetősen formális procedúra valóban a papírformának megfelelő eredménnyel zárult: 1303. május 31-i kelt ítéletlevelében (Spectator omnium) a pápa újlag leszögezte, hogy a vikáriusi hatalom birtokosaként (oﬃcium vicarie potestatis habentes) köteles a romlásra jutott Magyarország helyzetén javítani. A kiközösítés terhe mellett elrendelte, hogy Vencelnek valamennyi királyi jogáról le kell mondania, és ezekbe a jogokba Károlyt kell beiktatni. Egyúttal felkérte Albert német királyt és Rudolf osztrák herceget, hogy Károly Róbert oldalán avatkozzanak be a konfliktusba. Ennek hatására Miklós boszniai püspök (1301–1303) elpártolt Venceltől, és Károly hívéül szegődött.
A pápa az érseki jelvények átvételére magához rendelte Bicskei Gergelyt, akit a pápára támadó fegyveresek 1303. szeptember 7-én Anagniban megöltek.

### Károly első udvara Temesvárott (1303)
A Délvidékre visszatérve Károly a tartományurak hatalmi körzeteitől távol eső és egyúttal jól védhető Temesvárott rendezte be udvarát. Kora általános szokásától eltérően és érett diplomáciai érzékkel udvartartásának tagjait az egy Drugeth Fülöp kivételével nem a magával hozott francia és olasz nemesek közül válogatta, hanem magyar urakat nevezett ki a fontosabb tisztségekre. Természetes szövetségesei voltak azok a királyi területekhez közel birtokos nemes családok, amelyek nem tagozódtak be a tartományurak famíliáiba, és ezért különösen megszenvedték azok hatalmaskodásait. Különösen sokan voltak ilyenek Szlavóniában, a Duna–Tisza-közén és a Maros mentén. Fontosabb képviselőik:
- a Csák nemzetségből
  - Csák Ugrin és családja és
  - Tót Lőrinc,
- az Aba nemzetségből
  - Nekcsei Demeter (az 1310-es évekig Lipóci Dömötör néven), a későbbi tárnokmester, Károly Róbert gazdasági reformjának kidolgozója,
  - Nekcsei Sándor — mindketten a nemzetség Lipóci ágából,
- a Bór nemzetségből
  - a Szeri Pósa család legalább egy tagja,
- a Hermány nemzetségből
  - Lack.
- Egységesen álltak Károly mellé a kunok.

A Felvidékről is több nemes érkezett udvarába, a környékbeliekéhez hasonló okokból. Közülük megemlítendők:
- a Balog nembéli Szécsi család tagjai,
- a Kácsik nem Falkos ágából Szécsényi Tamás,
- az Ákos nemzetség Bebek- és Ördögh-ágának ősei.

Még az évtized első felében több tehetséges katona is csatlakozott az ugyancsak képzett parancsnok Károlyhoz; ilyen voltpéldául a fentebb említett 
Nekcsei Demeter, akinek tehetségét a király inkább a gazdaság rendbetételére hasznosította. Alvezérekként, illetve önálló seregvezérekként kitűnő teljesítményt nyújtott:
- Debreceni Dózsa,
- Szécsényi Tamás, a későbbi erdélyi vajda a Kacsics nemzetség Falkos ágából, a Szécsényi család alapítója,
- Becsei Imre (egykori várjobbágy),
- Köcski Sándor, aki korábban a Kőszegi család familiárisa volt és
- Dancs mester, aki korábban Aba Amadé, majd Csák Máté familiárisa volt.[3]

A felsorolt (és fel nem sorolt) nemesek familiárisaikkal együtt már számottevő katonai erőt képviseltek, ez azonban még messze nem volt elegendő ahhoz, hogy a siker reményében megtámadhassa vele a nagyobb tartományurakat. Ezért szövetségeseket keresett magának, hogy a főhatalom visszaállításának első lépéseit azok segedelmével tegye meg.
Trónra kerüléséig udvarát, illetve szépen gyarapodó seregét szülei, valamint nagybátyja, I. Albert német király támogatásából, valamint több firenzei bankház hosszú távú kölcsöneiből sikerült fenntartania.

### Károly, Vencel és Ottó versengése (1304–1307)
II. Vencel, Cseh- és Lengyelország királya fia érdekében és a Habsburgok ellen IV. Fülöp francia királlyal lépett szövetségre. A francia királyt 1303. április 13-án kiátkozó pápát IV. Fülöp emberei Anagni városában szeptember 7-én megtámadták. Megölték a pápa kíséretének több tagját, köztük a Károlyt megkoronázó Bicskei Gergely esztergomi érseket is. A pápa fél évvel később, október 11-én belehalt bántalmaiba. Utóda XI. Benedek néven bizalmasa, Boccasini lett. Ő Mihály zágrábi püspököt, Károly elkötelezett hívét nevezte ki esztergomi érsekké — Mihály  azonban egy év múlva meghalt.
1304-ben Károly Róbert Galíciába ment, hogy eljegyezze Lev halicsi fejedelem lányát. Az év közepén II. Vencel sereggel jött Magyarországra. Elfoglalta Esztergomot, ahonnan elűzte az érseket. Ezután bevonult Budára, de be kellett látnia, hogy nem tud elég szövetségest fia mellé állítani. Rudolf osztrák herceg csapatai bevették az utánpótlási, illetve visszavonulási útvonalát védő Marchegg és Nikolsburg (Mikulov) várát, Lokietek Ulászló elűzött lengyel király pedig Aba Amadé segítségével betört a Krakkói Hercegségbe, ahol elfoglalta Wiślicát, 1305-ben Sandomierzet, majd 1306 tavaszán magát Krakkót is. A több oldalról támadott II. Vencel augusztus elején fiával és a koronázási jelvényekkel visszatért Csehországba. Esztergom várát hűséges híveire, a Kőszegiekre bízta (Kristó 1978, 17. o.).
1304. augusztus 24-én Pozsonyban Károly és Habsburg (III.) Rudolf osztrák herceg kölcsönös segítségnyújtási szerződést kötött III. Vencel cseh király ellen. Egyházi és világi főemberei:
- Csák Ugrin (Újlaki Ugrin),
- Aba Amadé,
- Rátót II. Loránd,
- Borsa Kopasz
- Kán Lőkös (Lőrinc fia Lőkös mester),
- Csanád Tivadar (Tivadar bán),
- Csák István (Csák Márk fia),
- Péc Apor nádor,
- Kompolt fia(?) Péter az Aba nemzetségből,
- Monoszló Péter,
- Igmánd Lőrinc vajda,
- Rátót nembéli Kakas mester,
- Borsa III. János
- Bői Mihály esztergomi érsek,
- István kalocsai érsek,
- Péter erdélyi püspök,
- Tivadar győri püspök,
- Miklós bosnyák püspök,
- János nyitrai püspök,[18]
- Kán László erdélyi vajdát testvére képviselte (Kristó 1995).

Csák Máté is nyíltan szembefordult a csehekkel. Megállapodott Rudolffal, hogy támogatja őt, ha hadat indít Csehországba. Vazallusa, Nagy (avagy Szép) Aba elzárta a Vencelek útját a Nyitra megyei Szenicénél, és hogy tovább tudjanak haladni, meg kellett ostromolniuk a várat.
Az egyezségnek megfelelően még 1304 szeptemberében három sereg tört be II. Vencel országába:
- Rudolfé
- Károlyé és
- Csák Máté híveié.[9][11][12]

Együttes létszámuk elérte a 20 000 főt. I. Albert német király ösztökélésére az osztrákok oldalán bekapcsolódott Ottó bajor herceg is. Az egyesült osztrák-magyar had ostrom alá vette az ezüstbányái miatt „Csehország kincsestárának” nevezett Kutná Horát (Kuttenberg), de nem sikerült elfoglalniuk. II. Vencel helyes stratégiai érzékkel nem vette fel a harcot a túlerővel, hanem kivárta, amíg az ostromot feladva szétválnak és hazafalé indulnak. Ekkor űzőbe vette a gyengébbnek ítélt osztrák sereget, és súlyos veszteségeket okozott neki.
A kudarc hatására Albert és Ottó szövetsége felbomlott. Ottó átállt Vencel oldalára, ő pedig tanácsadójává és csapatainak fővezérévé tette.
A csehországi hadjáratot követő két évről keveset tudunk. 1305-ben meghalt II. Vencel, és a Cseh- és Lengyelország királyává koronázott III. Vencel békekötésre kényszerült. 1305. október 9-én Brünnben Ottó bajor herceg javára lemondott a magyar trónról, átadta neki a koronát és a koronázási jelvényeket. A kiürített visegrádi várat Károly jóváhagyásával Csák Máté csapatai foglalták el; az oligarcha ezután átmenetileg itt rendezte be székhelyét. Ottó magyarországi trónigényének fő támogatói a Kőszegiek és a bajor rokonságukhoz húzó Ákosok voltak, átpártoltak hozzá a Borsák (Borsa Kopasz és  testvére, Borsa Lóránd), továbbá Rátót Domonkos és a később nagy szerephez jutó Debreceni Dózsa is; ezzel nagy többség alakult ki mögötte Károly ellenében. A német anyanyelvű királyt az erdélyi szászok is szívesen látták volna a trónon. A szórványos ellenállás jeleként Tamás, az új esztergomi érsek 1305. augusztus 2-án kiközösítette az egyházból az Ottót támogató Kőszegi Ivánt és Henriket, Rudolf pedig az utakat zárta el tervezett útvonalán. A kalandos úton (amin elveszítette, majd megtalálta a koronát) Magyarországra jött Ottót hívei Fehérvárra vitték, ahol a Szent Koronával 1305. december 6-án a veszprémi és a csanádi püspök koronázta királlyá. Jogilag ez a koronázás is — mint ahogy a Vencelé — azért volt érvénytelen, mert a királyt az esztergomi érseknek kellett felkennie.
1305-ben fiatalon elhunyt Mária, Károly első felesége (egyes történészek vitatják, hogy élt-e egyáltalán) II. Károly nápolyi király unokájának támogatására újabb kölcsönt vett fel a firenzei bankároktól, és fogadta Nápolyban a délvidéki magyar főurak követeit.
1306 tavaszán Károly Egerben keltezett egy oklevelet; ebből gyanítható, hogy a számára kedvezőtlen időszak legalább egy részében újra Aba Amadé láthatta vendégül váraiban. Tavasszal visszafoglalta Esztergomot és elfoglalt több felvidéki várat. A Délvidéken Csák Ugrin átadta neki Pozsega erős és stratégiailag igen fontos várát. A horvát urak továbbra is őt támogatták, de a gyakorlatban keveset tehettek érte.
Károly valószínűleg ebben az évben vette feleségül Beuteni Máriát, Kázmér beuteni (Bytom) és tescheni (Cieszyn) herceg leányát. A nyár elején hadat vezetett az ellene lázadó Balassák — Balassa Demeter és Dancs — ellen, akiktől elvette több várukat:
- Zólyom,
- Zólyomlipcse,
- Dobronya,
- Palojta.

A katonai vereség hatására a Balassák átálltak Károly Róbert oldalára, és a továbbiakban mindvégig kitartottak mellette
Eközben Csák Máté elfoglalta Zólyom vármegyét. 1300–1308 között (Visegrád mellett) az alábbi fontosabb várak kerültek birtokába:
- Zsolnalitva,
- Budatin,
- Ricsó,
- Várna (Varin, Óvár),
- Drégely,
- Divény (lerombolta),
- Gács (lerombolta),
- Kékkő,
- Gyarmat,
- Fülek,
- Somoskő,
- Hollókő,
- Baglyaskő,
- Nógrádsipek.

1307 tavaszán Ottó Erdélybe utazott — egyrészt hogy biztosítsa jóindulatáról az őt támogató szászokat, másrészt hogy maga felé hajlítsa az ingadozó Kán Lászlót. Először a besztercei szászokat kereste fel, majd Kán Lászlóhoz indult, hogy együttműködő szándéka komolyságának jeleként feleségül kérje annak lányát. Az erdélyi vajda azonban elfogta Ottót. Elkobozta tőle a koronázó jelvényeket, magát az ellenkirályt pedig Szegeden átadta Csák Ugrinnak. Néhány hónap fogság után Ottónak vissza kellett térnie Bajorországba, a koronázó jelvények pedig a vajdánál maradtak. Ettől fogva Károly Róbertnak vele már nem kellett számolnia, bár a magyar királyi címet formálisan egészen haláláig (1312-ig) viselte.
Ottó balsikerű útjával párhuzamosan 1307 májusára Károly tartományi zsinatot hívott össze Udvardra. A zsinaton az Anjou-párti egyházfők mindenkit arra intettek, hogy térjenek Károly hűségére, ismerjék el őt Magyarország királyának, biztosítsák neki a királyi jogokat és teljesítsék a szolgálatokat. A Vencel fogságából kiszabadult Werner fia László budai bíró Csák nembeli János támogatásával visszafoglalta és Károly Róbert hűségére térítette Budát. Ellenfeleit: a Vencelhez hű bírót, az esküdteket és az ilyen polgárokat megfutamította, megölte, illetve megkínozta; birtokaikat elkobozta. Megbüntette a pápát kiközösítő „hitszegő” papokat is. Maga Károly Róbert az év második felében felvidéki hadjáratra indult, és bevette Szepes várát, amit még Vencel hívei szálltak meg.
1307. augusztus 8-án V. Kelemen pápa legátust küldött Magyarországra — Gentilis bíborost. Augusztus 10-én a pápa Rómába idézte Ottót, amiért Károly Róbert jogait háborította és a csanádi püspököt, amiért Ottót megkoronázni merészelte.
Október 10-én Károly Róbertet a hívei által összehívott rákosi országgyűlés királlyá választotta. Több történész (például Hóman Bálint,) ettől a naptól tekinti Károlyt legitim magyar királynak. A nagyurak közül jelen volt többek között:
- Csák Ugrin,
- Rátót Domokos,
- Aba Amadé nádor,
- Borsa Kopasz nádor,
- Ákos István nádor,
- Rátót Loránd nádor.

A megjelentek elfogadták Károlyt és utódait Magyarország királyának. Nem voltak jelen a leghatalmasabb tartományurak: Csák Máté, Kán László és a Kőszegiek, és több jelenlévő érdeke sem a királyi hatalom erősítése volt. Mindezek ellenére a gyűlés kimondta, hogy a király iránt hűtleneket a két érseknek és a püspököknek ki kell közösíteniük, és hogy az ilyen hűtelenek vagyona a királyra száll.

### A kiskirályok

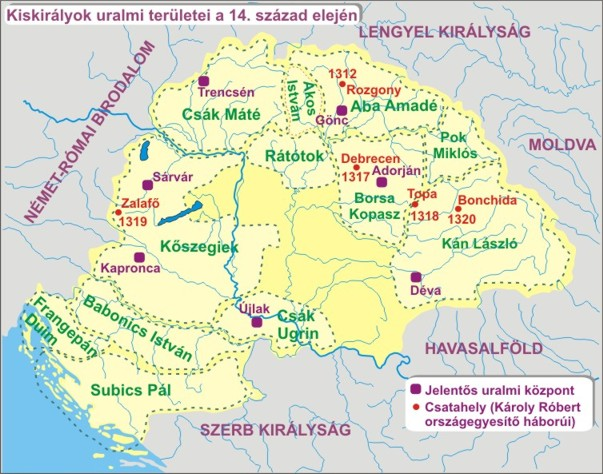
Kiskirályok területei a 14. század elején

Az 1300-as évek elején három olyan tartományúr, illetve család volt, akinek/amelynek már sikerült gyakorlatilag önálló és a „hivatalos” Magyar Királysággal dacolni képes  államszervezetet kiépítenie:
- Csák Máté,
- Kán László és
- Kőszegi Henrik.

A többi, hasonló önállóságra vágyó tartományúr:
- Aba Amadé,
- Ákos István,
- Babonić István,
- Borsa Kopasz,
- Frangepán Duim
- Gutkeled Joakim
- Pok Miklós
- Šubić Pál

fentieknél kisebb területet uralt és közigazgatásuk, amit a felsorolt három nagyúrnál jóval később kezdtek kiépíteni, azokénál kezdetlegesebb szinten állt, famíliájuk kevésbé volt strukturált. A familiaritás rendjének embrionális állapota miatt az így eluralt tartományok közös jellemzője volt a személyközpontú szervezet. Ennek megfelelően a nagy hatalmú tartományúr halála után az általa uralt kiskirályság széthullott vagy legalábbis erősen meggyengült, mert egyikben sem volt az örökösödésnek egyértelműen szabályozott és a fontosabb érdekeltek által elfogadott rendje.
I. Károly eleinte közülük keresett magának szövetségeseket, hogy erre alapozva ellensúlyozhassa, illetve később letörhesse a „három nagy” hatalmát.
Legelső támogatóinak egyike Aba Amadé volt; Károly olyankor, amikor kimozdult temesvári udvarából, többnyire az ő váraiban vendégeskedett. 1307-ben szövetséget kötött a többi tiszavidéki oligarchával:
- Ákos Istvánnal,
- a Rátót nemzetségbeli Porcz I. István fiaival,
- Borsa Kopasszal és
- Pok Miklóssal.

Ezek a szövetségesek lehetővé tették, hogy ellensúlyozza Kán László hatalmát, de a Kőszegiekkel, illetve Csák Mátéval nem mérkőzhettek. A Kőszegi családot két, gyorsan egymás után következő esemény gyöngítette meg:
- Károly 1309-ben Kőszegi Henrik helyett újra Babonić Istvánt tette szlavón bánná,
- ami után Kőszegi Henrik hamarosan meghalt.

### Gentilis legátus tevékenysége (1308–1311)
1308 tavaszán érkezett Dalmáciába Gentilis bíboros, majd az év közepén továbbutazott az ország középrészére. Útján folyamatosan próbálta rávenni a tartományurakat Károly Róbert támogatására. Tervének központi eleme az volt, hogy megállapodik a „három nagy” egyikével, és annak támogatásával töri meg a másik kettő hatalmát. Kulcsfigurának e célra Csák Mátét választotta, mivel:
- a Kőszegi családnak Kőszegi Henrik halála nem volt olyan családfője, aki a többieket is képviselve megállapodhatott volna vele;
- Kán László kiskirálysága az ország fontosabb központjaitól túlságosan távol volt.

További komoly megfontolások is szóltak Csák Máté mellett:
- elődei szilárdan és hűségesen álltak ki Magyarország mindenkori királyai mellett;
- maga Máté kezdetben Károly Róbertet támogatta[8]

#### Egyezsége Csák Mátéval
Károly szövetségesei próbálták meggyőzni Gentilist arról, hogy Csák Mátéval nem érdemes egyezkedni, mert állhatatlan, erőszakos és egyáltalán nem szótartó ember. Se Gentilis, se a Csák Mátéval rivális bárók nem ismerték fel, hogy a tartományúr magatartása egyáltalán nem következetlen, hanem jól felismert érdeket szolgál: minden akciójával azt próbálta megakadályozni, hogy az ország élére olyan, sokak által támogatott király kerüljön, aki sikerrel veheti fel vele a harcot.
Gentilis és Csák Máté az akkor még Kékesnek hívott Pilisszentlászlón, az azóta elpusztult pálos kolostorban egyezett meg 1308. november 10-én. Máté felesküdött Károlyra, cserébe ő lett a tárnokmester. A tekintélyes, jól jövedelmező tisztség és a már birtokába került királyi birtokok nagy részének megtartása fejében megígérte, hogy a további, idegen kézre került egyházi és királyi birtokokat akár fegyveres erővel is visszafoglalja, majd azokat az egyháznak, illetve a királynak visszaszolgáltatja.

#### Második koronázás
1308. november 27-én Gentilis Budán országos gyűlést tartott, ahol a Kőszegiek közül többen maguk is megjelentek, Kán László és Csák Máté pedig követet küldött. Úgy tűnt, kialakult a bárók egységfrontja Károly mögött. 1309. június 4-én Kőszegi Henrik egész családja nevében hűségesküt tett a királyra Gentilis előtt. 1309. június 15-én immár másodszor is megkoronázták Károlyt — bár ezúttal is az esztergomi érsek, de nem Székesfehérvárott, hanem Budán, a Nagyboldogasszony-templomban és továbbra sem a Szent Koronával, hanem egy Gentilis által készíttetettel. A Szent Korona ugyanis még mindig Kán Lászlónál volt, aki a koronázásra még csak követet se küldött. Jogilag tehát ez a koronázás is érvénytelen volt, a többség mégis e naptól tekinti Károlyt az ország törvényes királyának. Ezután Gentilis Pozsonyba ment, és hosszabb ideig ott is maradt, még Károly harmadik koronázására se ment el.
Az 1301 utáni évtizedben a magyarországi főpapok sorra álltak át Károly Róbert pártjára. Ebben jelentős szerepe lehetett annak, hogy a legtöbb tartományúr rendszeresen fosztogatta az egyházi javakat – Csák Máté például feldúlta két egyházmegye központját is (Esztergomot és Nyitrát). Károly és hívei – elsőbben is a mélyen vallásos Aba Amadé – azonban mindvégig tartózkodtak az egyházi birtokok fosztogatásától, sőt, időnként adományokkal támogatták azokat.
Csák Máté látszólag a szerződés értelmében tüstént nekilátott a szomszédai kezére került királyi javak elfoglalásának, az így megszerzett birtokokat azonban nemhogy visszaadta volna a királynak, de magának tartotta meg. Az egyházi javakat még látszólag, formálisan se készült visszaszolgáltatni. Amikor a király és a bíboros a szerződés be nem tartása miatt megintette, nyíltan szembefordult velük.
1307–1309 között több oklevél tanúsága szerint az alábbi urakat tekinthetjük stabilan Károly Róbert híveinek (Kristó 1995):
- Csák Ugrin,
- Aba Amadé,
- Rátót Loránd,
- Borsa Kopasz,
- Ákos István,
- Rátót Domonkos (Domokos),
- Rátót László,
- Rátót Kakas,
- Rátót Dezső,
- Pok Miklós,
- Ákos Miklós.

Fentieken (illetve képviselőiken) túl 1308. szeptember 22-én a budai egyházat jogaiba visszaállító aktuson részt vett még:
- Rátót Miklós,
- Kaplyon Jakó,
- Debreceni Dózsa,
- Balog Miklós,
- Pányoki Jakab,
- Zsadány Dénes,
- Pozsegei Gilét;

Gentilis 1308. november 27-én tartott budai zsinatán:
- Héder Henrik,
- Héder Miklósés
- Aba Péter;

Károly harmadik koronázásán pedig:
- Balassa Demeter,
- Türje Fülöp,
- Pozsegai István,
- Forrói Aladár,
- Csák Péter,
- Csák Márk,
- ? Benedek,
- Budai László,
- Šubić Pál,
- Babonić István,
- Babonić László és
- Babonić Radiszló.

#### Harmadik koronázás
Gentilis Kán Lászlóval is próbált egyezkedni, de sikertelenül, ezért 1309 karácsonyán kiközösítette az erdélyi vajdát.
Kán László végül 1310. április 8-án, Szegeden fogadta el Károlyt törvényes urának úgy, hogy a Tamás esztergomi érsek kezében tartott keresztre esküdött. A vajda által visszaadott Szent Koronával Fehérvárott 1310. augusztus 27-én az esztergomi érsek harmadszorra, immár minden szempontból érvényesen is Magyarország királyává koronázta Károly Róbertet. 1310 táján a királyválasztásban mértékadó nemesek már pontosan látták, hogy Károly és a tartományurak között kell választaniuk, és reális esély a király mellé állni. Széles egységfront alakult ki. Sok későbbi nagy család ekkor alapozta meg hatalmát azzal, hogy a király pártjára állt, akár rokonai ellenében is. Így tett például:
- a nógrádi Szécsényi Tamás,
- a gömöri Szécsiek,
- az 1310-es években a Kőszegi család familiaritásából kivált Kanizsaiak és
- a Kőszegiek egyik rokona, a Héder nemzetségbeli Köcski Sándor.

Ugyancsak az Anjou-korban emelkedtek fel:
- a Losonciak,
- a Báthoriak,
- Nekcsei Demeter,
- a Kompoltiak (Kompolthy),
- a Görgeiek (Görgey),
- a Kállayak (Kállai) és
- a Becseiek.

A tartományurak erőszakos visszaélései, különadói és a szabad költözködés gátlása miatt a jobbágyok és a városok is a királyi hatalom megerősödését kívánták.
Csák Máté a székesfehérvári koronázáson nem jelent meg — sőt, dúlta a király és familiárisainak birtokait. Esztergom kifosztása után 1311. június 25-én csapatai egészen Budáig nyomultak abban a reményben, hogy el tudja fogni az ott tartózkodó királyt és családját, Károly azonban még időben visszaköltöztette udvarát Temesvárra. Csák Mátét Károly 1311. július 6-án leváltotta a tárnokmester tisztéből, Gentilis pedig kiközösítette. A legátus ezután (szeptember körül) végleg elhagyta az országot.

### Összefogás Csák Máté ellen
Károly Debreceni Dózsa vezetésével csapatokat küldött Máté ellen, de ezek nem vállalták a nyílt összecsapást a számbeli fölényben lévő és jobb fegyverzetű ellennel, csak annak dúlását próbálták fékezni.
Csák Mátét a kettős ítélet mélyen felháborította, és immár nyíltan szembefordult a királlyal. Ennek megfelelően magát princepsnek, azaz uralkodó hercegnek kezdte címeztetni, és formális hadjáratot vezetett fő ellenfelei:
- a király,
- az esztergomi érsek és
- a nyitrai püspök

ellen.
Károly ennek hatására a Csákok régi riválisaival, a meggyengült Kőszegi családdal próbálta szorosabbra fűzni a kapcsolatot. Ezért:
- Kőszegi Gergely Miklós nevű fiát, Moson és Sopron vármegye főispánját nevezte ki Csák Máté helyett tárnokmesterré,
- Kőszegi Jánost (Henrik fiát) Bodrog, Baranya, Tolna és Somogy vármegye főispánját lovászmesterré,

emellett
- Kakas Miklós Vas vármegye,
- Gergely fia András pedig Zala vármegye főispánja lett.

Ezzel elérte, hogy 1311 őszére Csák Máté és Kán László kivételével minden tartományúr a király mögé sorakozzon fel. Ezzel a széles összefogással kívánta a Felvidéket megtámadni.

## A hatalom megszilárdítása

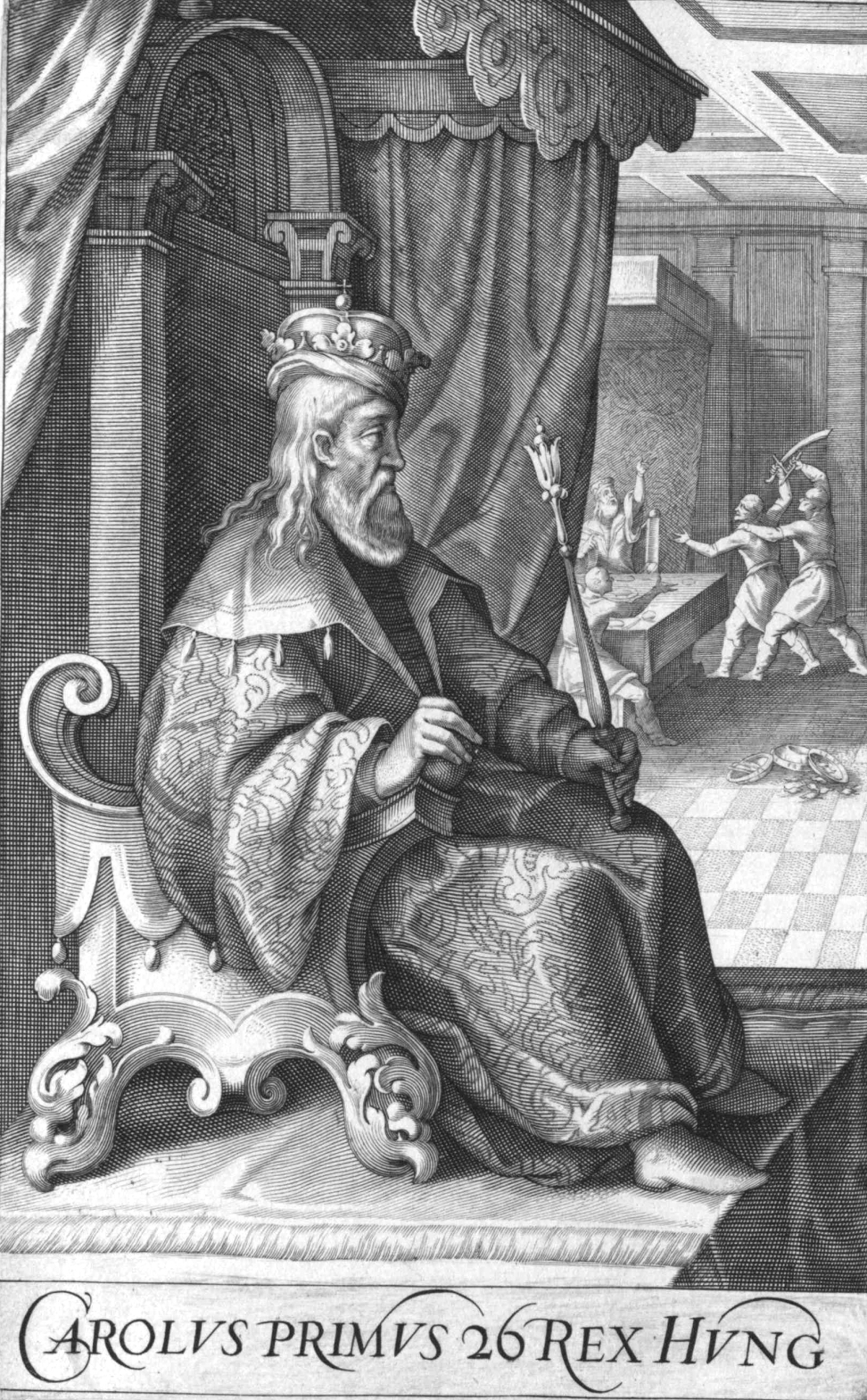
I. Károly magyar király

A Csákok elleni készülődést meg kellett szakítania 1311 első felében, amikor Velencével került konfliktusba. Sokadszor is elfoglalta Zárát, és Subić Mladent tette meg a várgrófnak. Katonákat azonban — éppen a Csákokkal kirobbant ellenségeskedés miatt — nem tudott küldeni neki. Ezért (1313-ban ?) kompromisszumot kötött Velencével: Zára grófja velencei lesz, de a magyar király névleges fennhatósága megmarad. Mladen ezután garázdálkodni kezdett a környező térségben.
1311 őszén Károly elindult az első, Csák Máté elleni hadjáratra, és 1312 tavaszára pedig összehívta a tartományúr elleni háborút meghirdetni hivatott országgyűlést — ekkor azonban átmenetileg egy másik konfliktus kötötte le erőit.

### Az Abák

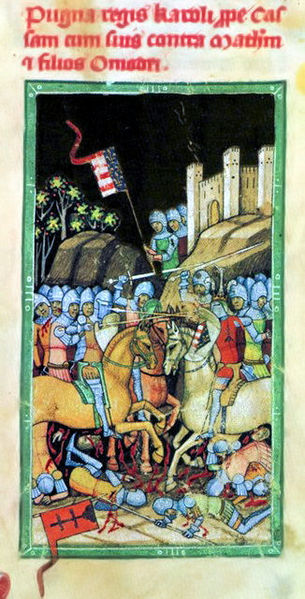
A rozgonyi csata ábrázolása a Képes krónikában

A formailag a királyt támogató Aba Amadé szerette volna megszerezni Kassát. 1311. szeptember elején a városba érkezett kíséretével. A feszült helyzetben kitört tömegverekedésben Amadé és kíséretének több tagja is életét vesztette. Ezután – másokkal együtt – a kassai börtönbe zárták Amadé két fiát, Jánost és Demetert. A király a konfliktusban Amadé fiaival szemben a város mellé állt, és a fiak október 3-án szerződésben kötelezték magukat, hogy nem háborgatják Kassát és visszaadják az elfoglalt királyi javakat, egyebek között Abaúj és Zemplén vármegyét.
Az Abák egy pillanatig se gondoltak a megállapodás betartására, és katonai segítség fejében hűbéruruknak fogadták el Csák Mátét. A tartományurak egyesített seregét 1312. június 15-én Károly Kassa mellett, a rozgonyi csatában legyőzte, de az Abák területét csak 1315-re tudta szilárdan ellenőrzése alá vonni.
Az Abákkal vívott háborúja közben 1312 tavaszán kedvelt híve, Borsa Kopasz nádor 1312 tavaszán két generális kongregációt is tartott — az elsőt Kassa mellett, a másodikat Sáros vára alatt, miközben a király (akkor még eredménytelenül) a várat ostromolta. Utóbbi gyűlésen a király két hatalmaskodót fő- és jószágvesztésre ítélt.
A győztes csata után a király a mindvégig az ő hűségén maradt Sárospatakra ment, és több mint egy hónapig onnan keltezte okleveleit. 1312 augusztusában rövid időre visszatért Abaúj vármegyébe, majd szeptemberben hosszabb időre Budán rendezkedett be. A Tekele nembeliek, akikre Balassa Demeter Sáros várának őrzését bízta, még az év vége előtt visszaadták a várat a királynak. 1313–1315 gyakorlatilag a meghódított északkeletei területek pacifikálásával, az Abák maradék helyőrségeinek megvívásával telt. Eközben Károly 1314 őszén fölkereste Szepes és Sáros vármegyét; több helységben okleveleket állított ki. 1315 tavaszán a hozzá következetesen hű Ákos nembeli Mikest nevezte ki Sárosra várnagynak és egyúttal ispánnak (Kristó 1978, p. 87–88.).
1315 körül került vissza a királyhoz Zólyom, Liptó és Árva vármegye. Ezek élén addig a kényszerből a Csák Máté-familiáris Balassa Dancs mester állt, de ekkor visszatért a királyhoz. Ezután Károly régi tervét felújítva Csák Máté ellen fordult. Ehhez szövetséget kötött János cseh királlyal, és a két király egyszerre támadt a tartományúrra. Csák Máté erejét mi sem mutatja jobban, mint hogy a koordinált akció minimális eredményekkel zárult: Károly Róbertnek Visegrádot sikerült elfoglalnia, Jánosnak pedig a Morva menti Veselí várát (Kristó 1978, p. 87–89.).

### Többfrontos háború 1316-ban
1316-ban lázadtak fel a király ellen a korábban hűséges híveinek számító Borsák: Borsa Kopasz és öccse, Borsa Beke. A király Debreceni Dózsát küldte ellenük, és ő szétzúzta a Borsák seregét.
A győzelem hírére a király Bihar vármegyébe utazott. Borsa Kopasz először Adorján várában próbált védekezni, de a várat a királyi sereg 1317 júliusában ostrommal elfoglalta. Borsa Kopasz titkon Sólyomkő várába menekült, hívei Erdélybe szöktek. A bukott nádor kegyelemet kért és feladta magát, Károly Róbert azonban kivégeztette.
A Borsák felkelését kihasználva lázadtak fel a király ellen Ákos István fiai, de Károly Róbert az ő felkelésüket is gyorsan leverte. Ezzel megszerezte Diósgyőr várát és vele az Ákosok kiskirályságát.
Ekkoriban halhatott meg Kán László erdélyi vajda, akinek helyére a király a hozzá hű Pok Miklóst nevezte ki. Kán László fiai fellázadtak; felkelésüket a királyi hadak gyorsan leverték.
Az év őszén a király a Dunántúlra küldött sereget a Kőszegiek ellen, miközben ő maga egy másik haddal elfoglalta tőlük a baranyai Kőszeg várát.

### Petenye fia Péter és az Abák (másodszor)
1317-ben az Amadé-fiak újra fellázadtak Ung vármegyében, de a király ottani váraikat is sorban megvívta.

### A Felvidék
Csák Máté hatalma a rozgonyi csata után meggyengült, de még így is elég erős maradt ahhoz, hogy a király óvatos legyen vele. 1316-ban elvette tőle Visegrádot, majd 1318-ban Komáromot, de a Felvidék nagyobb része csak a nagyúr 1321-es halála után került Károly Róbert ellenőrzése alá.

### Politikai és gazdasági konszolidáció
Végül 1323 első felében az addig kényszerűségből Temesváron tartott királyi székhely is átkerült Visegrádra.
1323 után Károly Róbert tárnokmestere, Nekcsei Demeter segítségével fokozatosan nagy léptékű gazdasági reformokat hajtott végre.
1330. április 17-én Záh Felicián sikertelen merényletet kísérelt meg a király ellen, de ez már nem fenyegette a király hatalmát. A véres megtorlás komoly figyelmeztetést jelentett minden lázadó kedvű nagyúr számára.
Károly Róbert új alapokra helyezte és megszilárdította az utolsó Árpádok alatt megrendült királyi hatalmat. Bár a király, a földek harmadával a kezén, továbbra is az ország legnagyobb földbirtokosa volt, hatalma elsősorban nem birtokai méretén nyugodott, hanem a várak túlnyomó többségének birtoklásán. Az Anjou-korban a király mintegy 160-at birtokolt az ország 300 várából, míg például a Lackfiak, a legtöbb várral bíró főúri család, mindössze hetet.
Nagy földadományok helyett a király a szolgálatokat úgynevezett honor-ok (magyarul: tisztség, régi magyar nyelven: becsü) adományozásával jutalmazta. A honor birtokosai a királyi tulajdon kezelőivé, hasznainak szedőivé váltak, de a honort nem örökíthették át, a király azt bármikor elvehette tőlük. Az országbárók nagy honorjai jellemzően a legnagyobb főurak között rotálódtak. A honor jelentette az igazi hatalmat, mivel olykor 10–20 vár birtoklása is járt vele. A honort birtokosai saját familiárisaik útján irányították.

### Az új arisztokrácia
A tartományurak elleni küzdelem sok korábbi kisbirtokos számára nyújtott lehetőséget, hogy a király mellé állva a folyamatosan leváltott régi elit helyett létrehozott új elit részese legyen. Ezek a személyek sem voltak teljesen ismeretlenek, általában a régi nemzetségeknek a 13. század második felében a hatalomból kiszorult csoportjaiból kerültek ki, akiket kiegészítettek a Károly Róbert által külföldről hozott emberek. Az első időszakban inkább a tisztségek gyors váltogatása jellemző, de később, a hatalmi viszonyok megszilárdulásával egyes tisztségeket egyes személyek vagy családok szinte kisajátítottak maguknak.
Az új arisztokrácia gerincét az országos főtisztségviselők – szűkebb értelemben vett bárók -, a főpapok és a királyi, valamint a királynéi udvar tisztségviselői képezték.
Országos főtisztségviselők :
| Nádor                    | Országbíró                        | Tárnokmester              | Kincstartó              | Erdélyi vajda             | Szlavón bán                                    | Macsói bán                     | Boszniai bán                     | Szörényi bán                     |
| ------------------------ | --------------------------------- | ------------------------- | ----------------------- | ------------------------- | ---------------------------------------------- | ------------------------------ | -------------------------------- | -------------------------------- |
| Debreceni Dózsa (1322)   | Hermány nembeli Lampert (1314–24) | Nekcsei Demeter (1316–38) | Magyar Pál (1340– 42 ?) | Debreceni Dózsa (1318–21) | Gutkeled nembéli Felsőlendvai Miklós (1323–25) | Garai Pál (1320–28)            | II. Kotromanics István (1314–53) | Balog nb. Szécsi Dénes (1335–41) |
| Drugeth Fülöp (1323–27)  | Köcski Sándor (1324–28)           | Szécsényi Tamás (1339–42) |                         | Szécsényi Tamás (1321–42) | Ákos nembeli Mikcs (1325–43)                   | Alsáni János (1328–34)         | (1323-tól ozorai és sói bán is)  |                                  |
| Drugeth János (1328–33)  | Nagymartoni Pál (1328–49)         |                           |                         |                           | Hahót nb. Alsólendvai Miklós (1343–46)         | Osl nembeli Miklós (1335–39)   |                                  |                                  |
| Drugeth Vilmos (1333–42) |                                   |                           |                         |                           |                                                | Osl nembeli Domonkos (1340–53) |                                  |                                  |

Főpapok:
| Esztergomi érsek          | Kalocsai érsek          | Veszprémi püspök      | Győri püspök             | Pécsi püspök             | Zágrábi püspök          | Nyitrai püspök        | Váci püspök      | Egri püspök              | Váradi püspök            | Csanádi püspök            | Erdélyi püspök          | Szerémi püspök       | Boszniai püspök  |
| ------------------------- | ----------------------- | --------------------- | ------------------------ | ------------------------ | ----------------------- | --------------------- | ---------------- | ------------------------ | ------------------------ | ------------------------- | ----------------------- | -------------------- | ---------------- |
| Piast Boleszláv (1321–28) | Jánki László (1317–37)  | Henrik (1323–33)      | Kőszegi Miklós (1308–37) | Kórógyi László (1315–46) | Kaboli László (1326–43) | János (1301–28)       | Lőrinc (1317–28) | Telegdi Csanád (1322–30) | Ivánka (1318–29)         | Benedek (1307–33)         | Szécsi András (1320–56) | Kői György (1312–34) | Péter (1317–36)  |
| Dörögdi Miklós (1328–30)  | Kaboli László (1337–43) | Piast Meskó (1334–44) | Kálmán (1337–76)         |                          |                         | Piast Meskó (1328–37) | Rudolf (1329–41) | Dörögdi Miklós (1330–63) | Báthori András (1329–45) | Piacenzai Jakab (1333–43) |                         | Gergely (1334–36)    | Lőrinc (1336–48) |
| Telegdi Csanád (1330–50)  |                         |                       |                          |                          |                         | Vasvári Vid (1337–47) |                  |                          |                          |                           |                         | Beke Péter (1334–36) |                  |

A királyi udvar tisztségviselői:
| Lovászmester            | Asztalnokmester        | Pohárnokmester           | Ajtónállómester          | Királyi kápolnaispán      |
| ----------------------- | ---------------------- | ------------------------ | ------------------------ | ------------------------- |
| Fónyi Balázs (1323–26)  | Szécsi Dénes (1323–42) | Drugeth Miklós (1332–43) | Sikorai Miklós (1338–42) | Dörögdi Miklós (1322–28)  |
| Lackfi István (1326–43) |                        |                          |                          | Telegdi Csanád (1328–30)  |
|                         |                        |                          |                          | Piacenzai Jakab (1330–33) |
|                         |                        |                          |                          | Péter (1333–42)           |

A királynéi udvar tisztségviselői:
| Udvarbíró                    | Tárnokmester                 | Asztalnokmester           | Pohárnokmester           | Lovászmester                   |
| ---------------------------- | ---------------------------- | ------------------------- | ------------------------ | ------------------------------ |
| Ákos nembeli Mikcs (1322–23) | Szécsényi Tamás (1320–22)    | Szécsényi Kónya (1327–40) | Fonói János (1323–24)    | Hédervári Dezső (1321–30)      |
| Hédervári Dezső (1323–30)    | Drugeth Fülöp (1322–23)      |                           | Berzéte Miklós (1327–47) | Hahót nembeli Miklós (1333–43) |
| Garai Pál (1331–36)          | Ákos nembeli Mikcs (1323–26) |                           |                          |                                |
| Paksi Olivér (1336–57)       | Babonics János (1326–33)     |                           |                          |                                |
|                              | Garai Pál (1334–53)          |                           |                          |                                |

Károly Róbert reformjainak véghezvitelét az általa létrehozott új nagyúri bázisra alapozta. Ez az új arisztokrácia hivatalát, hatalmát és birtokait Károly Róbertnek köszönhette, az ebben az időszakban hatalmi pozícióba kerülő családok jelentős része befolyását még a következő évszázadban is megőrizte.

## Külpolitikája

### Nyugati és északi politikája

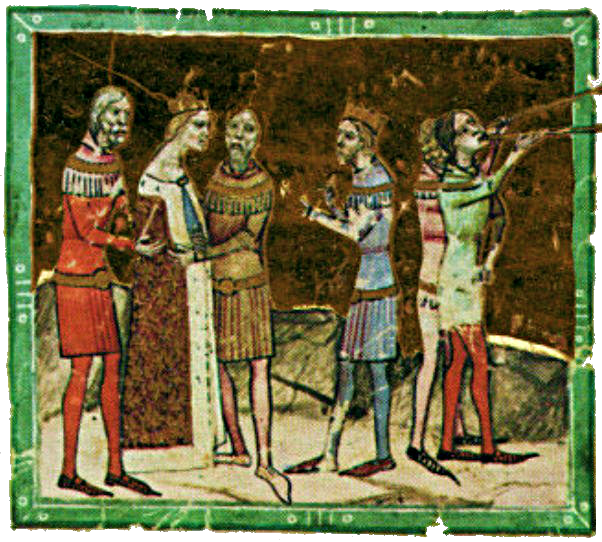
Károly Róbert és negyedik feleségének, Piast Erzsébet, a lengyel király lányának 1320-as esküvője a Képes krónika ábrázolásában

Károlynak az 1312-es rozgonyi csata után csak 1315-re sikerült az Amadé-fiak tartományuraságának törzsterületét, Abaúj és Sáros vármegyéket szilárdan kézbe vennie. Ezzel azonban kitört abból az elszigeteltségből, ami addig az ország középső területeire szorította, és ezzel megnyílt az út Lengyelország felé is. Még ebben az évben segítséget ígért János cseh királynak, a trencséni tartományúr, Csák Máté elleni harcában. Ez a segítségnyújtás végül elmaradt, de a cseh király így is visszafoglalta a Morva folyó menti Veselí várát Mátétól. Lokietek Ulászlónak 1314-re sikerült egyesítenie Lengyelországot – Pomeránia, Mazóvia és Szilézia kivételével –, és 1320-ban lengyel királlyá koronáztatta magát. Sziléziáért a cseh királlyal kellett vetélkednie, aki a lengyel királyi címet is felvette, ezzel is kifejezze egész Lengyelország iránti igényét, míg Pomerániáért a Német Lovagrenddel kellett háborút folytatnia. Így a németek és a csehek ellen a Magyar Királysághoz, és így Károly Róberthez igyekezett közeledni, akihez 1320-ban feleségül adta lányát, Piast Erzsébetet, aki ezzel Károly negyedik felesége lett.
Hosszú ideig jó viszonyt ápolt a Habsburg-családból való osztrák hercegekkel, akik az ő királyságát támogatták Ottóéval és Vencelével szemben. Ő viszonzásul támogatta az osztrákok német királyi ambícióit. 1322-ben beleszólt a német belviszályokba, amikor az 1301-ben elfoglalt Pozsony visszaadásáért cserébe Köcski Sándor vezetésével segítséget küldött a „Szép” ragadványnévvel illetett III. Frigyes osztrák hercegnek IV. Lajos német király ellen, de Lajos a mühldorfi csatában vereséget szenvedett. Ezután megromlott viszonya a Habsburgokkal, akik nemcsak hogy többszöri ígéretük ellenére sem adták vissza a megszállva tartott Muraközt, de 1324-ben szövetkeztek régi ellenségeikkel, a bajorokkal, és ismét elfoglalták Pozsonyt. Emellett támogatták a Kőszegieket, a nyugati határszél tartományurait, akik 1326-ban a délvidéki Babonićokkal összefogva ismét fellázadtak. A magyar uralkodó erre reagálva Frigyes lázadó öccsét, a családi tartományok megosztását követelő Ottót segítette, és kezdett az osztrák hercegek helyett Luxemburgi János cseh királyhoz közeledni. 1327-ben Nagyszombatnál a két király személyesen is találkozott, és egyebek közt közös pénzrendszerről is megállapodtak. A találkozó után János rögtön Sziléziába ment. Károly Róbert fenyegető hangú üzenetére elállt ugyan Ulászló fővárosa, Krakkó megtámadásától, de szövetséget kötött a Német Lovagrenddel.
1328-ban Károly és János közös hadjáratot indított az osztrák hercegek ellen. Az év júliusában, a csehek támadásával egyidőben Lackfi István 16–18 000 ezer fősre becsült lovashadseregével végigdúlta Alsó-Ausztriát. Miután elfoglalt több várat, a még 1328-ban megkötött brucki békében Frigyes és fivérei többszöri ígéretüket most már tényleg betartva kénytelenek voltak visszaadni Pozsonyt.
1329 és 1332 között Ulászló súlyos harcokat vívott a Lovagrenddel, és ehhez jelentős katonai segítséget kapott Károly Róberttől. Ekkor János cseh király is megtámadta Ulászlót, mire Károly kibékült az osztrák hercegekkel, és 1331 őszén nagy erőkkel, állítólag 50 ezer katonával felvonult a cseh határra. A cseh király kénytelen volt visszavonulni országába, és 1332-ben békét kötött Károly Róberttel, aki ekkor visszakapta a Csák Máté egykori csehországi híve, Cseh István által megszállva tartott Holics és Berencs határvárakat. Károly Róbert ettől kezdve arra törekedett, hogy kibékítse egymással a cseh és a lengyel királyt, ami utóbbi haláláig (1333) nem sikerült. Fia és utóda, Nagy Kázmér azonban 1335-ben részt vett a visegrádi királytalálkozón, és kibékült régi ellenlábasával. Kázmér azért is hajlott a megegyezésre, mert belső problémáira akart koncentrálni, János pedig azért is, mert 1335 tavaszán a karantán-tiroli örökség miatt fegyveres konfliktusba keveredett nemcsak II. Albert osztrák herceggel, de IV. Lajos német-római császárral is.
1336 elején János király betört Osztrák Hercegségbe, ezért májusban Károly és Kázmér is felvonult az osztrákok ellen. A Kőszegiek és a Babonićok ekkorra már az osztrák herceg hűbéresei voltak. 1337 nyarán Károly újra behatolt Ausztriába, csapatai dúltak, fosztogattak, majd visszafoglalták a Muraközt és megadásra kényszerítették a lázadó nagyurakat. A Kőszegiek határ menti várait elcserélte az ország belsejében fekvőkre, ezzel fellázítva őket maga ellen. Az osztrák hercegekkel 1337. szeptember 11-én Pozsonyban megkötött béke visszaadta a Muraközt a magyar királynak. 1338-ban a magyar-cseh szövetséget megújították. 1339 júliusában Visegrádon Károly és Kázmér magyar-lengyel örökösödési szerződést kötött, amely kimondta, hogy Kázmér gyermektelen halála esetén Károly egyik fia lesz a lengyel király, Károly pedig továbbra is támogatja Kázmért a Német Lovagrend ellen. Az egyezmény következményeként 1370-ben létrejött a magyar-lengyel perszonálunió, Károly fiáé, a későbbi Nagy Lajosé lett a lengyel trón is.

### Balkáni háborúi
Az 1282-ben a szerb trónról lemondott Dragutin István 1284-ben IV. László magyar királytól a macsói bánság kormányzását kapta meg a sói és ozorai bánságokkal együtt. Károly Róbert uralma kezdetén ő is, valamint Kotromanić István bosnyák bán és Subić Mladen tengermelléki bán is Károlyt támogatták riválisai ellen. 1316-ban meghalt István, és a bánságban fia, Dragutin László követte, akit Károly Róbert és a pápa is a szerb trónra akart ültetni II. Uroš István helyett, és ebben támogatta őket Kotromanić István, Subić Mladen, valamint a magyar király nagybátyja, Tarantói Fülöp is.
Az ellentét alapvető oka az volt, hogy míg Dragutin István katolizált, addig Uroš István (Milutin) az ortodox hitet követte, ezért Károly Róbert és Uroš István viszonya kezdettől ellenséges volt. Eleinte Uroš István volt a sikeresebb: elfoglalta Nándorfehérvárt és a macsói bánságot; foglyul ejtette Dragutin Lászlót. A Kőszegiek leverése után Károly Róbert személyesen vezetett hadjáratot: visszafoglalta Nándorfehérvárt és a macsói bánságot, de nem sikerült a szerb trónra ültetnie jelöltjét, aki csak II. Dragutin István halála (1321) után szabadult ki.
1324-ben újra próbálkozott Dragutin László hatalomra juttatásával III. István Uroš szerb király ellen is, de ekkor is sikertelenül, annak ellenére, hogy Kotromanić István bosnyák bán is támogatta. A vereség után, Bosznia erősítése érdekében a bosnyák bánra bízta az ozorai és sói bánságot.
1316 óta a kun származású Basarab volt Havasalföld fejedelme, mint a magyar király hűbérese. Viszonyuk 1324-ig felhőtlen volt, amikor Basarab elhatározta, hogy felszámolja a hűbéri függést, és szövetséget kötött a tirnovói bolgár cárral. 1326-ban támogatta a szörényi bánságba betörő tatár és kun sereget. Befogadta a bukott erdélyi vajda, Kán László fiait, s megengedte nekik, hogy Havasalföldről be-betörjenek Erdélybe. 

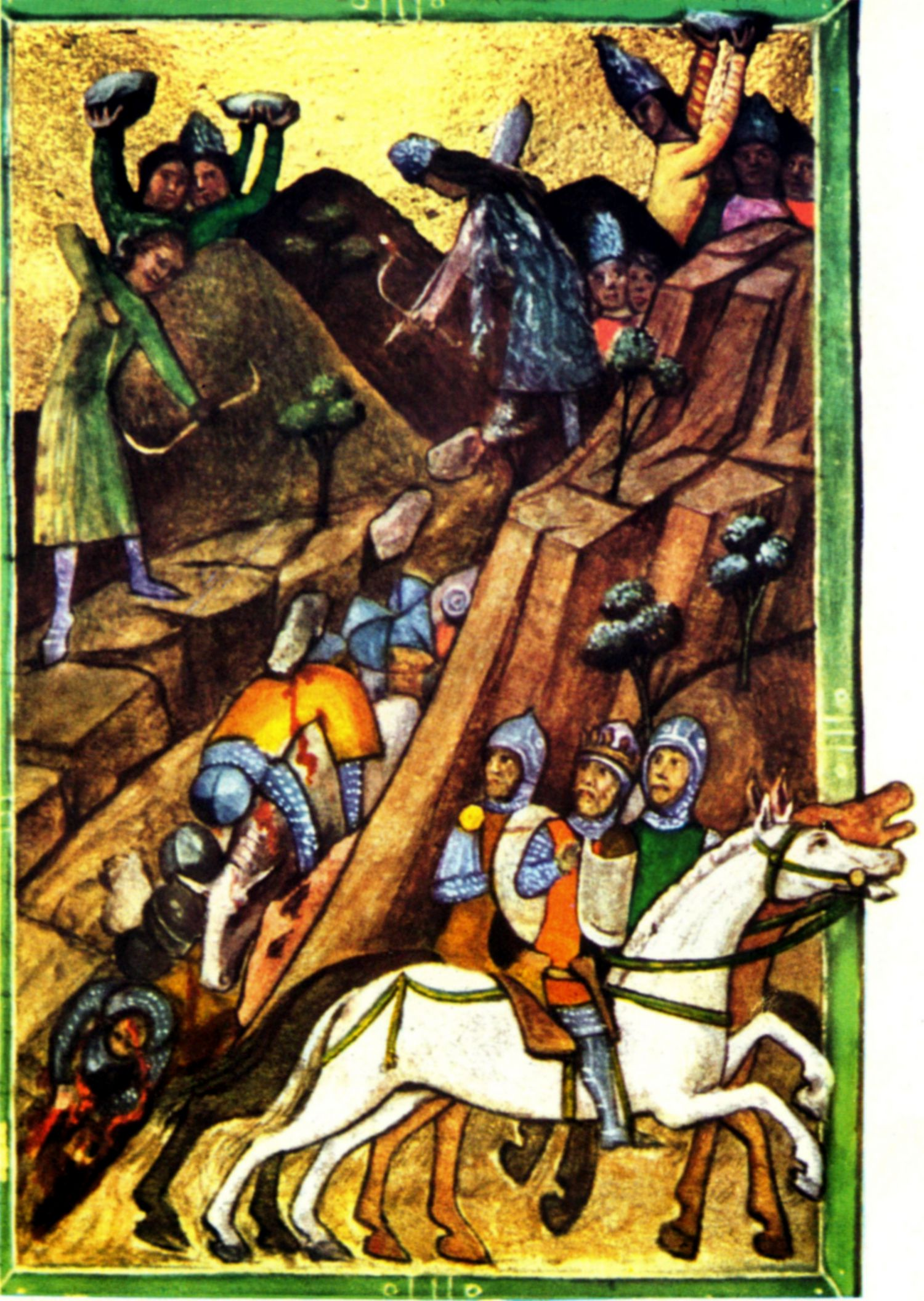
A posadai csata

1330-ban Károly Róbert hadjáratot indított Havasalföld ellen, mert Basarab elfoglalta a szörényi bánságot. A magyarok kihasználták, hogy ugyanennek az évnek a nyarán a hódítani akaró vajda a bolgár cárral és a bizánci császárral szövetségben súlyos vereséget szenvedett a szerb királytól. Károly szeptemberben visszafoglalta Szörényvárt és a szörényi bánságot, majd októberben meghódította a vajda székhelyét is, Argyasudvarhelyt. Miután az ellenállással napokon át nem találkozó királyi sereg előrehatolt a hegyek, ill. havasok között – s eközben mind a katonák, mind pedig a lovak egyre súlyosabb hiányt szenvedtek a táplálékban fegyverszünetben állapodtak meg Basarab havasalföldi vajdával, aki engedelmességet fogadott a királynak, és megígérte, hogy haderejével együtt biztonságos visszatérést enged számára. Azonban november 9-én, hazafelé tartva, egy szűk hegyszorosban a vajda csapatai (a Bozorad népéhez tartozó vlach harcosok) megtámadták (Posadai csata), és a sereg felét megölték, Károly király a Dénes fia Dezsővel kicserélt páncéljában, maga is alig szabadult meg. Ez volt Károly Róbert legsúlyosabb katonai veresége.
1331-ben az új szerb király, Dusán István, a középkori szerb hatalom megalapozója, szövetséget kötött a magyar király ellen a havasalföldi vajdával és a bolgár cárral. Rendszeressé váltak a határ menti összecsapások, és 1339-ben a szerb király elfoglalta a macsói és a kucsói bánságot. Ezeket csak Nagy Lajos tudta visszafoglalni.

### Nápolyi és dalmáciai politikája
Horvátországban és Dalmáciában a három nagy tartományuraság, a Šubićoké, a Babonićoké és a Frangepánoké, évtizedekig Károly Róbert fő támogatói voltak, azonban ők is útjában álltak a királyi hatalom erősítésének.
Zárát még II. András elzálogosította Velencének, 1311-ben Velence ellen fordult, és Šubić Mladent választotta grófjának. A Magyarországon lekötött Károly Róbert nem tudott segítséget küldeni, így olyan kompromisszum született, hogy Zára grófja velencei lesz, de a magyar király névleges fennhatósága megmarad. Hogy Mladen maradhasson a gróf, Velence polgárjogot adott neki. Mladen azonban ezután garázdálkodni kezdett.
1322-ben két dalmát város, Sebenico és Trau szövetséget kötött az őket sújtó Šubić Mladen bán és testvérei ellen. Mladen eredménytelenül ostromolta meg őket, mire hűbéresei, akik addig félelemből álltak mögötte, elpártoltak tőle. Csatlakoztak hozzájuk a Babonićok, valamint Kotromanić István bosnyák bán, és együtt legyőzték a Šubićok seregét. A trauiak és sebenicóiak velencei gályákkal és zsoldosokkal felégették a Šubićok két fontos központját. Mladen előbb testvérét küldte Károly Róberthez, majd személyesen járult elébe Horvátországban, hogy a segítségét kérje, a király azonban elfogatta, és fogolyként Magyarországra vitte. 1323 augusztusában Károly Róbert Gutkeled nembeli Miklóst nevezte ki horvát–dalmát bánná. A dél felé vonuló bánt Babonić János és fia fel akarta tartóztatni, de az új bán legyőzte őket. Közben a Velence és Károly között ügyesen lavírozó Frangepánok kitértek az összecsapás elől. Az 1320-as évek közepétől a dalmát városok egymás után hódoltak be Velencének, és Károly Róbert semmit sem tett visszaszerzésük érdekében.
Šubić Mladen családját Károly a Babonićoktól elcserélt unnavölgyi Zrin várával kárpótolta, ahonnan kiindulva a későbbi leszármazók Zrínyi család néven még jelentős szerepet játszottak a magyar történelemben.
Sánta Károly nápolyi király elsőszülött fia – Martell Károly calabriai herceg – egyetlen fiaként igényt tartott a nápolyi trónra, és ezért címei között szerepeltette a salernói herceg titulust. 1328-ban meghalt nagybátyjának, Bölcs Róbert nápolyi királynak a fia, a trón hivatalos örököse, Károly calabriai herceg. 1329-ben megkezdődtek a tárgyalások a magyar és a nápolyi király között a trón öröklése ügyében. Károly király második fiának, Andrásnak akarta biztosítani a trónt. A pápa – a Nápolyi Királyság hűbérura – közvetítésével tartott megbeszélések eredményre vezettek, és 1333 nyarán Károly király a hatéves Andrással együtt Nápolyba hajózott. Andrást eljegyezték Róbert király hétéves unokájával, Johannával, megkapta a calabriai hercegi címet, és a nápolyi trón hivatalos örököse lett. A megállapodást a pápa jóváhagyta, Károly 1334 elejére visszaérkezett Magyarországra.

## Hadszervezete

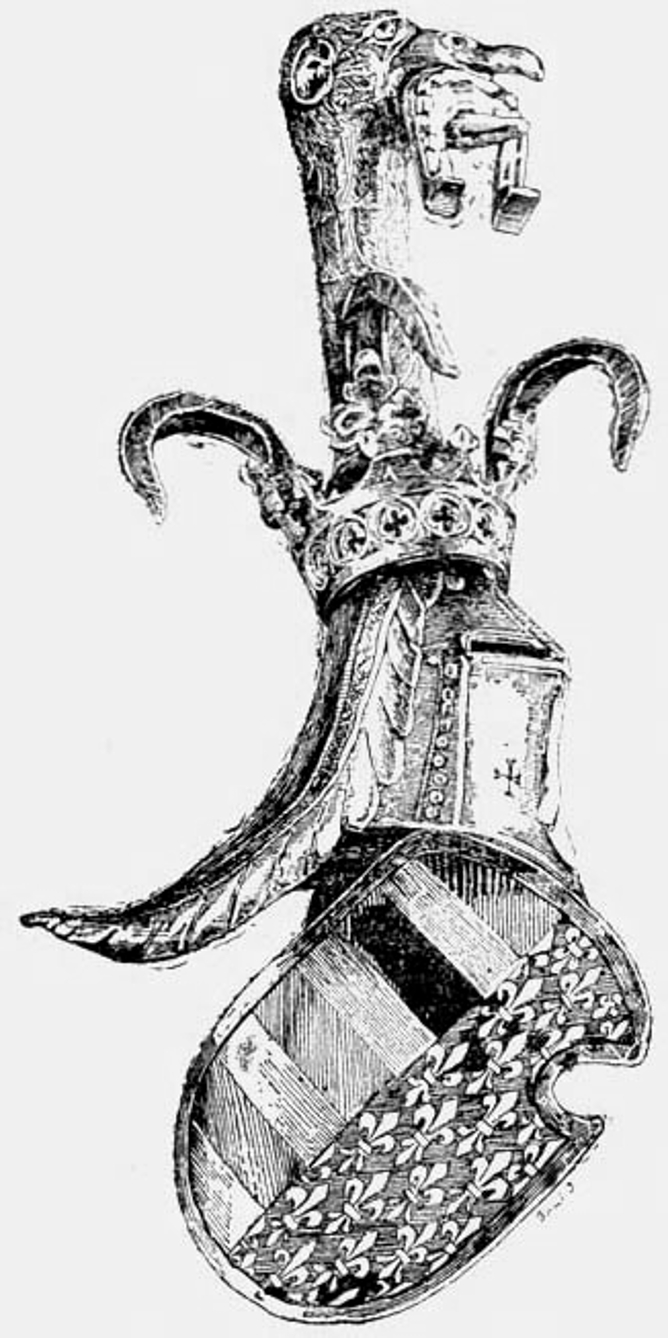
Róbert Károly címere a címerpajzsot zárt csöbör-sisak fedi arany koronával és oromdíszében három strucctoll között aranyos patkót tartó struccfejjel.

A tatárjárásig a királyi hadsereg alapvetően a királyi várszervezet királyi katonaságára épült. Egy-egy királyi vármegye hagyományosan 400 katonát adott a seregbe. Ehhez járult a király udvari hadserege. A várbirtokok eladományozása miatt ez a királyi hadszervezet lényegében széthullott a 13. század második felében. Egyre nagyobb súlyt képviseltek a tartományurak hadseregei, a legnagyobbak közülük több ezer katonát is fegyverben tudtak tartani.
Károly Róbert ennek ellensúlyozására kötelezte az országos főméltóságokat és a főpapokat, hogy a honor rendszer részeként saját költségükön fegyveres csapatot állítsanak ki és bocsássanak a rendelkezésére. Minden csapat urának zászlaja alatt vonult hadba, ezért a zászló olasz neve (bandiera) után bandériumnak, zászlóaljnak nevezték őket. Egy csapat hadi létszáma elvileg kétszáz (nemes) harcos volt plusz a nemesek kisegítői (csatlósok, szolgák, fegyvernökök). A főpapok bandériumait az egyházi nemesek (predialisták) alkották. Az esztergomi érsek és az erdélyi vajda két-két bandériumot volt köteles kiállítani. Mindehhez jött a király bandériuma, amelynek békelétszáma ezer fő volt, hadilétszáma ennek többszöröse. A királynénak külön bandériuma volt. A bandériumok páncélos katonái voltak a hadsereg legütőképesebb része. Háború idején csatlakoztak hozzájuk a királyi várak hivatásos katonái, a városok harcosai és a csatlakozott népek — kunok, székelyek — könnyűlovasai. Alkalmanként zsoldosok is kiegészítették a királyi sereget, amelynek teljes létszámát legkevesebb 25 ezer főre becsülhetjük.
Károly Róbert korában felvirágzott a lovagi kultúra. A személynévanyagban a korábbiakhoz hasonlóan jelen vannak a lovagi kultúrára utaló személynevek, mint Priamus („Perjámos”), Hektor, Achilles („Ehellős”), Alexander („Sándor”), Trisztán („Terestyén”), Roland („Loránd”), Olivér. 1326-ban megalapította a Szent György-lovagrendet, ami nemzetközileg is az első világi lovagrend volt az egyházi alapítású rendek után, de ez a kezdeményezés nem erősödött meg. A király körül jelen volt azonban az udvari lovagság. A nyugati lovagi kultúrát a Károly Róberttel Nápolyból jött emberek, mindenekelőtt a Drugethek terjesztették. A lovagi kultúra erősítése érdekében Károly Róbert idején támogatták az ekkor a lovagi eszmény megtestesítőjének tartott Szent László kultuszát.
Angelino Dulcerttől maradt ránk Károly Róbert zászlajának legkorábbi ismert ábrázolása.

## Egyházpolitikája

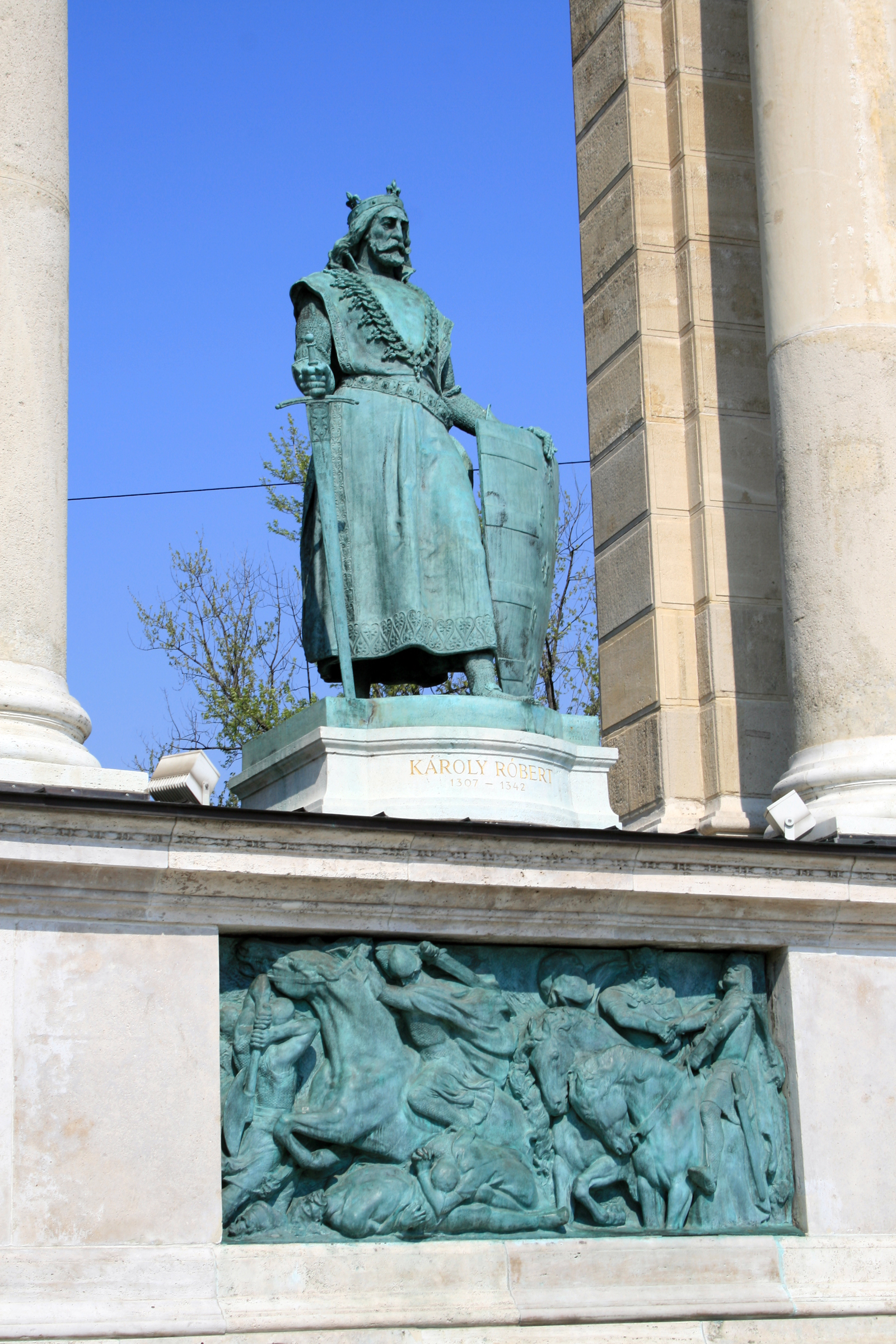
Károly Róbert szobra a budapesti Hősök terén

Károly Róbert legfőbb támasza a magyar korona megszerzése érdekében a pápa és az egyház volt, ezért is mutat érdekes kontrasztot későbbi egyházpolitikája, amivel az egyháznagyok befolyását igyekezett csökkenteni, az erős királyi hatalom megteremtése érdekében. Az 1308 és 1311 között Magyarországon tartózkodó Gentilis pápai legátus tevékenysége tette Károly Róbertet elismert királlyá.
1318-ban éleződtek ki először Károly Róbert kapcsolatai az egyházzal, amikor februárban Kalocsán a főpapok szervezkedni kezdtek. A királyt az egyház kiváltságainak megsértésével, egyházi javak elkobzásával vádolták. Minden bizonnyal bizonyos mértékig csalódottak voltak amiatt, hogy a király nem vált a pápától függő, az egyház érdekeit minden tekintetben kiszolgáló személyiséggé. A király arra törekedett, hogy a főkegyúri jogot kihasználva a főpapi stallumokat az őt hűségesen kiszolgáló híveinek és rokonainak juttassa. Így püspök lett Piacenzai Jakab, lengyel feleségének testvérei közül Bolesław érsek, Mieszko pedig püspök. 1337-ben XII. Benedek pápa a király kifejezett kérésére természetes fiát, Kálmánt nevezte ki győri püspökké. Támogatta a kolduló rendeket (domonkos rend, ferences rend), szerzetesei közül többeket érseki vagy püspöki méltósághoz juttatott. Ha kellett, szembeszállt a káptalani választással is. Az 1320-as évek végén az esztergomi káptalan Dörögdi Miklóst választotta meg érsekké, pedig a király az előzetes konzultáción Telegdi Csanád egri püspököt ajánlotta. A király nem ismerte el a választást, hosszas huzavona után a pápa végül Telegdit nevezte ki esztergomi érsekké. Ha kellett, a pápa rezervációs jogával is szembeszállt. Az 1320-as évek elején XXII. János pápa Jakab francia szerzetest nevezte ki zágrábi püspöknek. A király nem ismerte el a kinevezést és nem  engedte be az országba Jakabot, aki hosszas kötélhúzás után végül francia püspöki széket kapott, Károly pedig elismerte László titeli prépost zágrábi püspökké választását, aki a királyi udvar orvosa volt.
Az is gyakran megesett, hogy a király a megüresedett püspöki székeket hosszabb ideig nem töltötte be, a hozzájuk tartozó birtok igazgatását pedig világi híveire bízta, amivel sértette a pápa és a káptalan anyagi érdekeit. Előfordult, hogy az elhunyt püspök hagyatékára is rátette a kezét. A birtokvisszaszerző kampánya idején, ha az egyházi birtok eredetét nem tudták meggyőzően igazolni, azt is visszavette a korona a javára. Beiktatásukkor a püspökök és a kanonokok jelentős ajándékot voltak kötelesek adni a királynak. Behajtotta az állami adókat – például portális adó – az egyházi birtokok jobbágyain is, akiknek az állami közmunkákon – például várépítés – is részt kellett venniük. A püspököket is bandérium felállítására kötelezte, az esztergomi érseket kettőre. A pápai tized egyharmadára is igényt tartott.
1338-ban a főpapok egy része bevádolta a királyt XII. Benedek pápánál, hogy az az egyház jogait és kiváltságait vagy már teljesen megsemmisítette, vagy az enyészet szélére juttatta. Az akció eredménytelen volt, a király ezután sem volt hajlandó betölteni az éppen üresedésben levő kalocsai érseki széket. Mindenesetre a főpapok állítása túlzás volt, mert a tartományurak által elvett birtokaikat visszakapták, sőt újabb adományokban is részesültek a király politikája következtében. Az egyház részesedett a vámjövedelmekből, az esztergomi érsek például megkapta a portális adó és az urbura tizedét. Egy-egy megye ispáni tisztét is a püspökök és érsekek kapták meg. A ferences rend, a domonkos rend és a pálos rend ebben az időszakban számos kolostorral gyarapodott. A ferencesek és a domonkosok felvették a harcot az egyre jobban terjedő valdens és bogumil eretnekséggel.

## Kancellária és írásbeliség
Károly Róbert korában az előző korhoz képest jelentősen megnövekedett a kiadott oklevelek száma. A magyar szakirodalom 1308-tól számítja a tömeges jellegű okleveles gyakorlat korát. Becslés szerint nagyjából 15 ezer oklevél maradt ránk az 1301 és 1342 közötti időszakból. A királyi és királynéi oklevelek mellett ekkor már jelentős számban adtak ki oklevelet a főméltóságok, megyék, városok, hiteleshelyek (például káptalanok). A fontos szerepet játszó kancellária mellett önálló oklevélkiadó hellyé vált a hiteleshelyi feladatokat ellátó királyi kápolnaispánság, amelynek vezetője viselte a titkos kancellári címet is. 1308–1310 körüli az első ismert papíroklevél, amely a drága pergament helyettesítette a szaporodó okiratoknál.
Károly Róbert korából való az 1334-es eredetű, első ismert káptalani szabályzat, a zágrábi káptalan statútuma. Itt készült a Zágrábi krónika, korábbi magyar krónikák alapján a magyar történelem összefoglalása a 14. századig. Budán a Kézai Simonnal korábban megszakadt krónikás hagyományt a budai ferences minoriták folytatták az 1330-as évek végéig. Ezek alapján, valószínűleg Kálti Márk szerkesztésében készült el a Képes krónika, amelyik Záh Felicián merényletének elbeszélését követően, az 1330-as havasalföldi hadjárat, valamint az 1330. november 9-én kezdődött posadai csata leírásával és Károly halálát megemlítő sorokkal hirtelen megszakad, s a mondat közepén a »quatenus« szóval végződik.
Az írásoktatás Károly Róbert idején kolostori, plébániai és káptalani iskolákban folyt. 1308-ban a budai zsinat előírta, hogy a káptalani iskolákban ingyen tanítsák az egyház klerikusait és a szegény tanulókat, a többieknek tandíjat kellett fizetni. Előírta továbbá a nagyobb káptalani iskolákban a jog és a logika oktatását, valamint erősíteni kívánta a – latin – grammatika tanítását. A zágrábi káptalan 1334-es statútuma szerint is a koldulásból élő szegény tanulókat is ingyen kellett tanítani. Itt az iskola két tanárral működött, az egyik a grammatikát, a másik az éneket tanította. Főként a káptalani iskolák képezték azt a világi értelmiségi réteget, amelyet latinul litterátus, magyarul deák néven illettek. Ebben az évszázadban jelentek meg, majd a század második felére számuk nagyon meggyarapodott, ami jelezte, hogy a műveltség már nem egyházi monopólium.
A kor hivatalos kultúrnyelve még a latin volt, csak egyetlen összefüggő nyelvemlék maradt ránk, a Gyulafehérvári Sorok 1310–20 körüli másolata, amely latin szentbeszédek verses összefoglalóinak magyar fordítását tartalmazza. 1330 körül készült el a Magyar Anjou-legendárium, amely képekkel illusztrált tankönyv Károly Róbert gyermekei számára, a szentek életéről. Az 1330-as években készült el a kétkötetes Nekcsei-biblia, Nekcsei Demeter tárnokmester részére.

## Gazdasági intézkedései

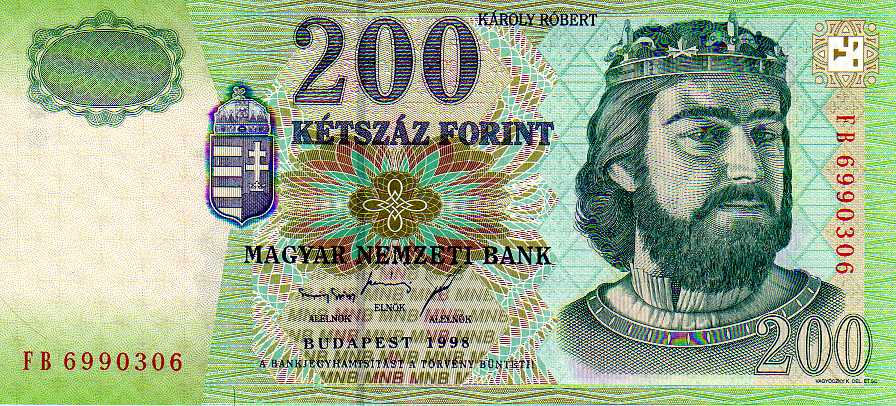
Egy fiktív Károly Róbert-ábrázolás a kétszáz forintos bankjegyen

Az Árpádok idején a magyar királyok kétféle fő jövedelmi forrással rendelkeztek. A nagyobb részt a királyi földbirtokok jövedelmei tették ki, amelyek a királynak mint földesúrnak jártak. Ezek voltak a domaniális jövedelmek. A kisebb részt azok jövedelmek jelentették, amelyek a királyt felségjogon, mint uralkodót illették meg. Ezek voltak a regálé jövedelmek. Ilyenek voltak a vámok, a bányabér (urbura), a pénzverési, a kényszerpénzbeváltási (kamara haszna lucrum camerae) jövedelmek stb. Károly Róbert igyekezett a megcsappant kincstárat a regálé jövedelmekre alapozva feltölteni. Ebben fő segítsége Nekcsei Demeter volt, aki 1315 és 1338 között, tehát szokatlanul hosszú ideig töltötte be a tárnokmesteri tisztséget, s aki az államháztartás fő irányítója volt. A váltásra az ösztönözte őket, hogy a királyi uradalmak a 14. század elejére erősen megcsappantak, ugyanakkor a felfutó árutermelés és pénzgazdálkodás miatt lehetőség nyílt a pénzbevételek erőteljes fokozására.
A király 1327-től nagy birtok-visszaszerzési akcióba is kezdett, biztosai 15 éven át járták az országot, és visszavettek minden olyan birtokot, amelynek tulajdonjogát haszonélvezői nem tudtak kétséget kizáróan bizonyítani. Ezen kívül a levert tartományurak birtokai is királyi tulajdonba kerültek. Mindezeket azonban a tisztségviselés idejére szóló honorbirtokként továbbadta tisztségviselőinek, azaz bevételeikkel nem tudta a kincstárat közvetlenül gyarapítani, az államháztartás problémáinak megoldása a regálé jövedelmekre maradt. A 14. századra több korábbi regálé is megszűnt vagy jelentéktelenné vált, ilyenek voltak például a nyestadó (marturina), a szabadok dénárja, a székelyek ököradója, a rendkívüli terményadó.

### Bányászat és pénzverés

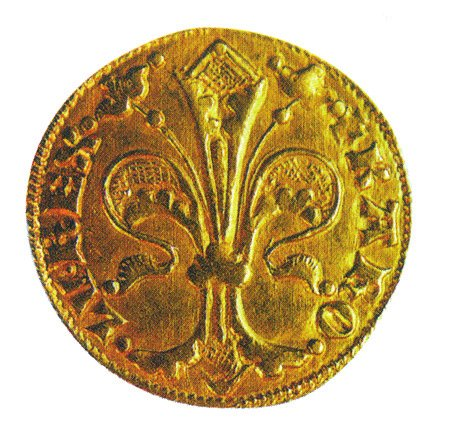
Károly Róbert aranyforintja

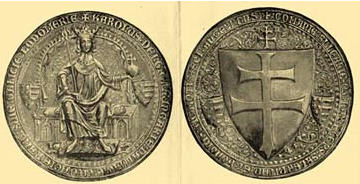
Károly Róbert II. kettőspecsétjének rajzolata

1320 táján Magyarországon mintegy harmincötféle hazai és külföldi pénzfajta és veretlen ezüst volt forgalomban. A sokféle pénz helyett a báni dénárok mintájára 1323-ban megkezdték az állandó értékű ezüstdénár verését. Ez a reform azonban sikertelen volt, mivel a dénár névértéke sokkal nagyobb volt a tényleges ezüsttartalomnál, így inkább a cseh ezüstgarast használták helyette. Ezért 1325-ben, áttérve az aranyvaluta-rendszerre, firenzei mintára aranyforintot kezdtek verni, de önmagában ez sem segített, mert ez sem tudta kiszorítani a cseh ezüstgarast. Végül Károly Róbert 1327-ben Nagyszombatban megegyezett János cseh királlyal, hogy mindkét országban vegyes, arany-ezüst valutarendszert fognak használni. Ennek értelmében 1329-ben Magyarországon is megkezdődött az állandó értékű ezüstgaras verése, a korábbi ezüstdénárokat („apródénár” vagy „kisdénár”) pedig váltópénzként használták, minden más pénz használatát megtiltották. Az aranyforint később körmöci arany néven Közép-Európa egyik legkedveltebb pénze lett. Az ezüstdénárok azonban továbbra is évi kényszerbeváltás alá estek (kamara haszna), ami zavarokat okozott a pénzforgalomban, ezért 1336-ban megszüntették az ezüstdénár kényszerbeváltását. A pénzreform következő lépéseként így a váltópénz értékét is stabilizálták. 1338-ban az ezüst nagyarányú áresése miatt Magyarország visszatért az aranyvalutára, az ezüstgaras és az apródénár megszűnt, és új értékálló ezüstdénárokat vezettek be váltópénzként.
A pénzváltásból eredő haszonról a kincstár nem mondhatott le, ezért a kamara haszna szerepe is megváltozott, és szabályos adóvá alakult. Károly Róbert átalakította a bányabér (urbura) rendszerét. Az Árpádok alatt a kibányászott aranynak csak egytizede, az ezüstnek csak egynyolcada illette a királyt. Károly 1325-ös rendeletével megtiltotta, hogy a nemesércet külföldre szállítsák, az aranyat és ezüstöt az uralkodó által megszabott áron be kellett szolgáltatni (nemesfém-monopólium). Ezen a névérték és a nemesfémtartalom különbsége miatt az ezüst esetében 35%, az arany esetében 40% haszna volt a kamarának. Ha külföldiek pénzhez akartak jutni, más árukkal kellett kereskedniük. 1327 májusában a bányabér egyharmadát megosztotta a földesurakkal, hogy elősegítse az új bányák feltárását. A magyar nemesfémre nagy szüksége volt Európának, mivel Magyarországon bányászták a világ aranytermelésének egyharmadát (mintegy évi 1000 kilogrammot), az ezüstének egynegyedét. A 14. század közepére az aranytermelés elérte az évi 2000–2500, az ezüsttermelés az évi 10 ezer kilogrammot.
A nemesfémek mellett a réz, a vas, az ólom és a só kitermelése is fellendült. A só értékesítése is királyi monopólium volt. Károly Róbert az erdélyi sóbányák támogatása mellett megvetette a máramarosi sóbányászat alapjait is.

### Külkereskedelem
A külkereskedelem a tartományurakkal folytatott háború idején erősen lehanyatlott. Fellendítése érdekében Károly 1316-ban általános menlevelet adott ki a délről érkező kereskedők számára. A két fő nemzetközi kereskedelmi útvonal közül az egyik ekkor délre, Dalmácián keresztül Itáliába, a másik Bécsen keresztül nyugatra vezetett. Az addigi belső vámok helyett – amelyek elajándékozás révén zömmel magánkézbe jutottak – egy új külkereskedelmi vámra, a harmincadvámra alapozta a vámbevételeket. Ezt a fő kereskedelmi utak mentén a nagyobb városokban szedték. Mértéke kezdetben a kivitt és behozott áruk értékének 1%-a volt. Idővel magába olvasztotta a régi nyolcvanad határvámot is. Bécs árumegállító joga komoly akadálya volt a külkereskedelem fejlődésének, ezért 1335 őszén III. Kázmér lengyel és Luxemburgi János cseh királlyal Visegrádon királytalálkozót szervezett. Ezen kibékítette a lengyel és a cseh uralkodót, és új kereskedelmi utak létrehozásáról állapodott meg velük Csehország és Lengyelország irányába, hogy kikerüljék a bécsi vámot. A Buda–Brünn útvonal főbb állomásai Esztergom, Nagyszombat és Holics voltak. Buda és Brünn teljes árumegállító jogot kaptak. A lengyel-orosz kereskedelem magyarországi központja Kassa lett, Vezettek innen utak Krakkóba, keletre Oroszország, valamint a kun-román-tatár területeken keresztül Genova Fekete-tenger melléki birtokai felé.

### Egyéb adók
A kieső kamara haszna pótlására minden olyan telek után kapuadót szedtek, amelyiken egy megrakott szénásszekér ki-bejárhatott. 1336-ban ennek összege évi 3 garas volt, 1338-tól az ezüstgaras és az apródénár megszűnése után, az új értékálló ezüstdénárokban pedig, 18 dénár, azaz egyötöd aranyforint.
II. András mintájára hadjáratok előtt rendkívüli hadiadót is szedett, ami portánkénti 1 aranyforint mértékével – tekintettel a 200 ezer portára – igen jelentős összeg volt.
Rendszeres bevétel volt a városok („városi adó” census) és a zsidók („zsidóbér” collecta) évi egy összegben fizetett rendes adója. Tőlük időnként rendkívüli adót is szedtek (subsidium, taxa).
Károly Róbert megadóztatta az egyházi jövedelmeket is. 1332-től csak úgy engedélyezte a pápai tized – nem összetévesztendő az egyházi tizeddel vagy a Péterfillérrel – beszedését, ha annak egyharmadát a király kapja.

### Kamararendszer
Továbbfejlesztette az Árpádoktól örökölt kamararendszert. A korábbi négy pénzverőkamara mellett még hatot felállított, ezekbe idővel beolvadtak a bányakamarák. A kamararendszer behálózta az egész országot, ezek feladata volt a portális adó behajtása, a pénzverés, a nemesércek beváltása, az urbura beszedése. II. András mintájára a kamarákat bérbe adta. Először nemesekkel próbálkozott, de ez nem vált be, attól kezdve városi polgárok, a kamaraispánok lettek a bérlők, akik a kamarákban saját familiárisaikat alkalmazták. A királlyal szerződést kötöttek az évente a királynak fizetendő összegről, de tevékenységüket részletesen szabályozták a pénzlábak, a súly, a finomság, a pénz alakja és verete, a pénzverés évi mennyisége és ideje meghatározásával.
A kamarák működését a tárnokmester és az esztergomi érsek megbízottai állandóan ellenőrizték. 1338-tól a tárnokmester megnövekedett feladatainak egy részét egy új tisztségviselő, a kincstartó (thesaurarius) vette át.
A városokban működő harmincadhivatalok irányítására létrehozták a harmincadispánságot, amelyet szintén bérlő irányított.
Az adóregálék kezelését Károly Róbert saját embereivel végeztette, azokat nem adta bérbe.

## Halála és utódlása
Károly Róbert 1342. július 16-án hunyt el Visegrádon. A temetési szertartás öt napon át tartott. A király holttestét legelőbb a visegrádi plébániatemplomban ravatalozták fel, majd a Dunán Budára szállították. Itt a város lakossága körmenetben, zsoltárokat énekelve kísérte be a városba. A menet élén az országnagyok haladtak zászlaikkal, egyikük a királyi lobogót vitte elöl. A budai gyászmisék után Székesfehérvárra vonultak a tetemmel. Fehérvár határában papok sokasága fogadta őket a város polgárai és nemesek kíséretében, és a városba érve egész éjjel virrasztottak a halott mellett. Másnap a fehérvári Nagyboldogasszony-bazilikában temették el István király és Imre herceg sírja közelében. A gyászbeszédet az esztergomi érsek mondta. A temetésen részt vett Károly Róbert sógora, a lengyel király, és násza, Károly morva őrgróf, a majdani IV. Károly császár. Feltételezett sírját Kralovánszky Alán tárta fel 1969-ben. A 14. századi, valószínűleg királyi sírban talált férfi megállapított életkora megfelel Károly Róbert életkorának. Arcát a koponya alapján rekonstruálták. Károly fiát, Lajost öt nappal később koronázták királlyá Fehérvárott.

## Családja
Első felesége Halicsi Mária, I. Leó halicsi király lánya volt, akit a forrásokban sokszor összekevertek második feleségével.
Második felesége a házasságkötéskor körülbelül 16 éves Piast Mária, II. Kázmér – a sziléziai Beuten hercege – lánya lett. 1318 közepén második felesége meghalt Temesvárott, ahol ekkor a királyi székhely volt. Ebből a házasságából feltételezhetően egy vagy két lánya született.
Harmadikként 1318 vége felé Károly szövetségesének, János cseh királynak a testvérét, az akkor körülbelül 13 esztendős Luxemburgi Beatrixot vezette oltárhoz, aki azonban egy év múlva, 1319 végén szintén elhunyt gyermekszülésben, újszülött gyermekével együtt.
Károlyt első három házassága trónörökös nélkül hagyta, és ez gyorsan újabb házasságra ösztökélte. Negyedikként 1320. július 6-án Budán feleségül vette I. Ulászló lengyel király lányát, a házasságkötéskor körülbelül 15 éves Lokietek Erzsébetet, ami később fiuknak, Lajosnak jogalapot teremtett a lengyel trón megszerzésére. Ebből a házasságából több gyermeke született:
- ?Károly vagy ?Katalin (*1321)[41]
- Károly (*†1323)[41]
- László (1324. október 1.–1329)[41]
- Lajos (1326. március 5.–1382),[41] I. (Nagy) Lajos néven magyar király
- András (1327. november 30.–1345. szeptember 18.),[41] calabriai herceg, nápolyi trónörökös, majd a királynő koronázott férje
- ?Erzsébet (*1327 és 1332 között)[41]
- István (1332. augusztus 20.–1354)[41]

Házasságon kívül született gyermeke egy Csepel-szigeti ágyasától:
- Kálmán (1317/18–1375), győri püspök 1337-től 1375-ig.[42]